# Лінійні крейсери класу «Інвінсібл»
Ліні́йні кре́йсери ти́пу «Інві́нсібл» — тип лінійних крейсерів Королівського військово-морського флоту Великої Британії часів Першої світової війни. Перші у світі лінійні крейсери. Побудовано три кораблі: «Інвінсібл» (англ. Invincible — Непереможний), «Інфлексібл» (англ. Inflexible — Непохитний) та «Індомітебл» (англ. Indomitable — Неприборканий).
Будувалися за фінансовою програмою 1905–1906 років. Увійшли до складу флоту у 1908–1909 роках. Спочатку класифікувалися як броненосні крейсери. Стали першими у світі броненосними крейсерами з паротурбінною силовою установкою та єдиним головним калібром. В основу концепції їх застосування покладено ідею Першого морського лорда Джона Фішера: «Швидкість — найкраща броня». За цим задумом, крейсери типу «Інвінсібл» мали б виграти бій з слабшим швидкохіднішим противником і втекти від сильнішого. Маючи броню на рівні інших броненосних крейсерів, кораблі цього типу були швидкохідніші й потужніше озброєні. Переваги нових крейсерів викликали зміни в класифікації — у 1911 році кораблі типу «Інвінсібл» були перекласифіковані в лінійні крейсери.
Але до початку Першої світової війни, через будівництво у Великій Британії та Німеччині нових, досконаліших лінійних крейсерів, початкова концепція Фішера себе не виправдала. Німецькі лінійні крейсери мали швидкість не меншу, ніж у крейсерів типу «Інвінсібл», при порівнянному або сильнішому озброєнні та кращому бронюванні. Досвід війни показав, що крейсери типу «Інвінсібл» ефективніші тільки в разі застосування їх проти старіших броненосних крейсерів. Наприклад, 1914 року у битві біля Фолклендських островів «Інвінсібл» та «Інфлексібл» фактично без втрат потопили німецькі броненосні крейсери «Шарнгорст» і «Ґнайзенау». Але результати боїв з сучасними їм німецькими лінійними крейсерами були не такі переконливі. Влітку 1914 року «Інфлексібл» та «Індомітебл» не змогли наздогнати «Гебен». А «Індомітебл» у битві біля Доггер-банці зміг лише наздогнати пошкоджений броненосний крейсер «Блюхер» й не спромігся взяти участь у бою з німецькими лінійними крейсерами «Зайдліц», «Мольтке» і «Дерфлінгер».
«Інвінсібл» затонув 31 травня 1916 року, під час Ютландської битви. Кілька пущених із «Дерфлінгера» снарядів влучили поблизу бортової башти й викликали вибух її боєзапасу та загибель корабля майже з усім екіпажем. «Інфлексібл» та «Індомітебл», що залишились у строю, до кінця війни були усунуті від активної участі в бойових діях. Після війни їх вивели в резерв, а в 1920 і 1921 роках продали на злам.

## Історія розробки

### Формування концепції
Добробут Британської імперії традиційно залежав від безпеки морської торгівлі. На початку XX століття до Британії ввозилося морем майже дві третини основних продуктів харчування та майже вся сировина для промисловості. Тому крейсерам в Королівському військово-морському флоті приділяли особливу увагу.
Протягом 1890-х років в британському флоті закладено низку бронепалубних і броненосних крейсерів 1-го класу, головним призначенням яких була боротьба на комунікаціях з крейсерами ймовірного противника. Передбачалося, що ці крейсери швидкістю і дальністю ходу, озброєнням та захистом повинні перевершувати своїх візаві. Як противника брали до уваги флоти Росії, Франції, потім Німеччини. Спущені на воду в 1890 році бронепалубні крейсери «Блейк» та «Бленгейм» мали водотоннажність 9000 т, швидкість ходу 22 вузли, озброєння з двох 234-міліметрових та десяти 152-міліметрових гармат і були захищені 76—152-міліметровою карапасною бронепалубою. У відповідь Росія увела до складу в 1895 році броненосний крейсер «Рюрик» водотоннажністю 10 933 т, швидкістю ходу 18 вузлів, та озброєнням з чотирьох 203-мм і 16-ти 152-мм гармат, захищений 254-міліметровим бронепоясом. На противагу Британія заклала бронепалубні крейсери «Паверфул» та «Террібл» водотоннажністю 14 345 т, озброєні двома 234-міліметровими і дванадцятьма 152-міліметровими гарматами й здатні розвинути швидкість 22 вузли. Ці крейсери своїми розмірами наблизилися до сучасних їм броненосців типу «Маджестік» (17 вузлів, чотири 305-міліметрові й дванадцять 152-міліметрових гармат).

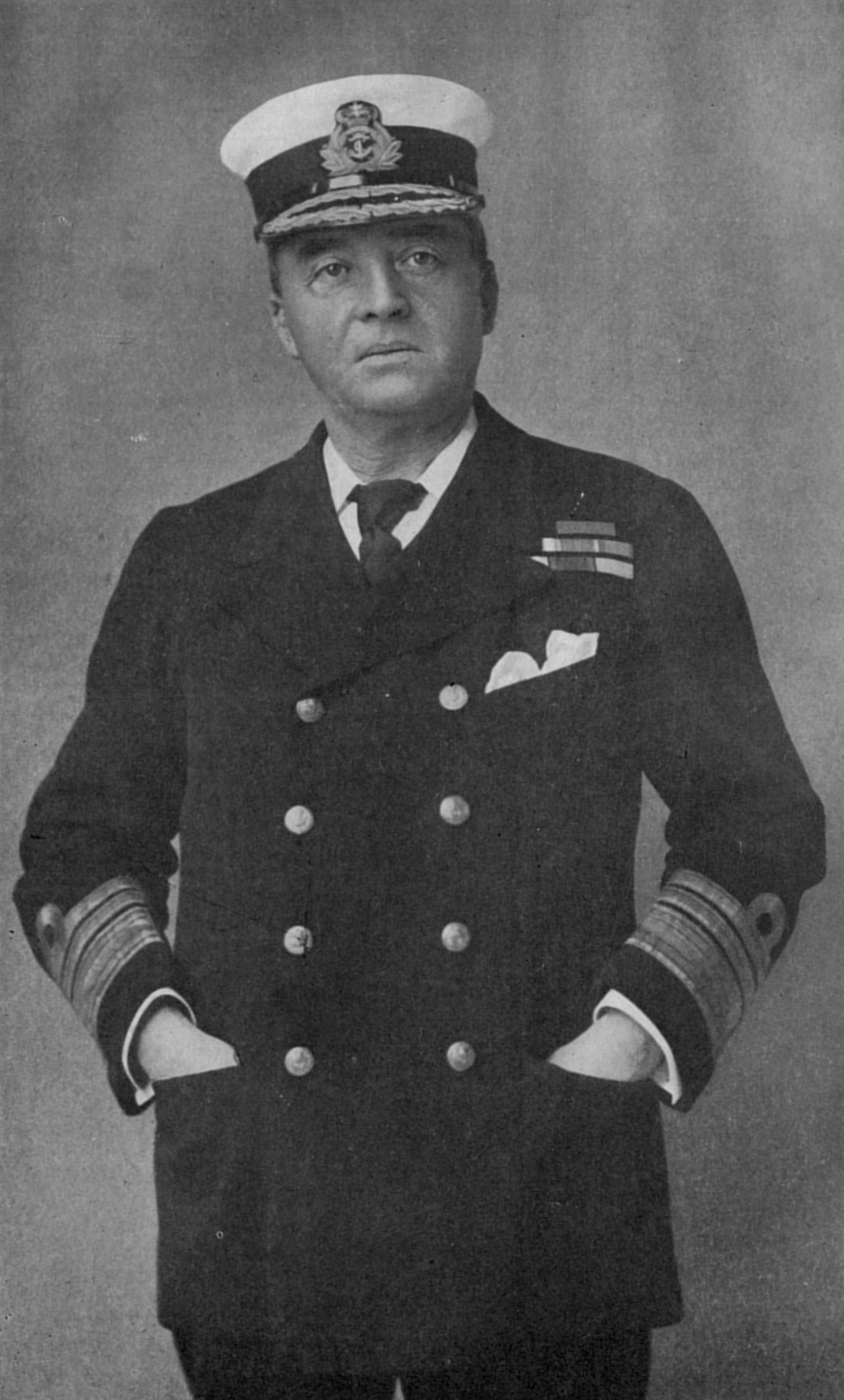
Джон Арбетнот Фішер, фото початку XX століття.

З початку XX століття в Королівському флоті кожному типу броненосця відповідав тип великого крейсера зі схожими характерними рисами. Броненосний крейсер «Дюк оф Единбург» був крейсерським аналогом броненосця «Кінг Едвард VII» (1903 р.; 15885 т; чотири 305-міліметрові, чотири 234-міліметрові, десять 152-міліметрових гармат, 18,5 вузла). А броненосні крейсери типу «Мінотавр» були крейсерським варіантом броненосців типу «Лорд Нельсон» (1906 р.; 16 750 т, чотири 305-міліметрові, десять 234-міліметрових гармат; 18,5 вузла). Тому 1902 року, коли лорд Фішер почав розробляти свій революційний проєкт лінійного корабля «Untakeable» (укр. Неприступний), який згодом назвали «Дредноут», природно постало питання про будівництво відповідного йому броненосного крейсера — «Unapproachable» (укр. Недосяжний).
Створенню проєкту «Untakeable» передувала низка подій. На початку 1900-х років завдяки технічному прогресу стала швидко розвиватися військово-морська техніка. Завдяки вдосконаленню торпедної зброї дальність ефективної стрільби торпедами зросла до 1800–2700 м. Аби встигнути запобігти атакам ворожих міноносців, треба було збільшити дальність ведення лінійного бою до 4500 м. В артилерійській справі також намічалися кардинальні зміни. Навчальні стрільби, які проводилися на Середземному морі у 1904 році, показали, що в найближчому майбутньому буде цілком можливо провадити бій на дистанції 4500—5500 м. При цьому слід було розраховувати на зростання дистанції до 7300 м і більше. Але на великих відстанях неузгоджений вогонь з різнокаліберних гармат призводив до складності визначення сплесків від падіння власних снарядів і, відповідно, створював труднощі при коригуванні вогню. Тому в основу концепції «Untakeable» закладався принцип озброєння корабля єдиним головним калібром і залпового ведення вогню.
Історія створення великого крейсера нового типу тісно пов'язана з ім'ям Джона Фішера. Ідея, яку кілька років виношував Фішер, згодом зазнала значних змін. У 1899–1902 роках Фішер командував Середземноморським флотом, тримаючи прапор на броненосці другого класу «Ренаун» — дуже вдалому кораблі, на думку самого командувача. «Ренаун» був трохи швидшим від броненосця першого класу за рахунок легшого бронювання і озброєння. У негоду він завдяки великим розмірам мав перевагу перед крейсерами того часу. Фішер вважав, що в порівнянні з броненосними крейсерами противника ідеальний крейсер має перевершувати їх у швидкості і озброєнні. На його думку, озброєння ідеального броньованого крейсера мало бути аналогічним до озброєння броненосця, але крейсер повинен мати більшу швидкість ходу за рахунок легшого бронювання. З великою швидкістю броньований крейсер міг би здобути тактичні переваги над броненосцем і бути здатним обирати найвигіднішу йому дистанцію бою.
Як і деякі теоретики того часу, Фішер вважав, що ідеальний броненосний крейсер поступово витіснить броненосців. Або, точніше, два класи зіллються в один. Цю думку не змогли похитнути навіть дослідження, що їх 1902 року на замовлення Адміралтейства провели співробітники Курсів вищих військово-морських офіцерів (англ. Senior Officers War Course) при Гринвіцькому військово-морському коледжі. Розглядався бій між двома лінійними кораблями. Лінкор «А» класичної схеми мав водотоннажність 17600 т, швидкість 18 вузлів, броньовий пояс у 254–203 мм і озброєння з чотирьох 305-міліметрових, восьми 203-міліметрових і дванадцяти 178-міліметрових гармат. Лінкор «Б» мав менші розміри, більшу на 4 вузли швидкість і легше бронювання та озброєння — 16 000 т, 22 вузли, броньовий пояс 152 мм і озброєння з чотирьох 254-міліметрових і шістнадцяти 152-міліметрових гармат. Дослідження показали, що більша швидкість не давала ніяких тактичних переваг. Незважаючи на можливість вибору дистанції бою, на всіх дальностях лінкор «А» мав переваги і був краще пристосований до лінійного бою. Тільки в разі використання трьох одиниць «Б» проти двох «А» і ведення вогню на далекій дистанції лінкор «Б» мав переваги за рахунок більшої кількості випущених снарядів.
Спочатку Фішер не планував озброювати броненосний крейсер гарматами одного калібру. Він критикував проєкти британських броненосних крейсерів початку XX століття «Крессі» та «Дрейк» за недостатню, на його думку, швидкість у 23 вузли і розташування гармат проміжного калібру не в баштах. А проєкти «Монмут» (9800 т) і «Девоншир» (10 600 т) він вважав ще й недостатньо великими для океанських крейсерів. У своїх «Нотатках про нагальну потребу володіти потужними швидкохідними броненосними крейсерами і про їх характеристики» він сформулював такі вимоги:
- Швидкість має бути більшою, ніж у найшвидкохіднішого іноземного броненосного крейсера. Наполеглива рекомендація застосувати паротурбінну силову установку.
- Озброєння повинно складатися з розташованих на носі та кормі 254-міліметрових гармат головного калібру і допоміжного калібру з 190-міліметрових скорострільних гармат, розташованих біля бортів. Розміщення гармат повинно забезпечувати максимум артилерійського вогню в ніс та корму і рівномірний вогонь за іншими напрямками.
- Кожна гармата повинна мати власний захист, далекомір і забезпечувати захист для офіцера та обслуги. Захист гармат повинен бути розрахованим на ураження 203-міліметровими мелінітовими снарядами.
- Щоб корабель був менш помітний, треба звести до мінімуму надбудови. Усі містки видалити, за винятком легкого містка, подібного до встановленого на «Ренауні». Треба відмовитися, крім радіощогли, від усіх інших щогл, сигнальних реїв та артилерійських постів на топах щогл. Труби повинні бути телескопічні. Пальне — лише нафтове.
- Замість гідравлічних вантажних стріл треба застосовувати крани з моторним приводом. Катери повинні бути легкими та безшовними. Слід максимально використовувати великі шлюпки Бартона, розміщені під броньовою палубою.
- Треба відмовитися від дерев'яних виробів. Усі якорі мають бути безштоковими[10].

Розміри корабля належить визначати з огляду на потребу виконання цих вимог.
Згідно з цими вимогами Фішера, головний конструктор на Мальті (англ. Chief Constructor at Malta) Гард розробив проєкт 25-вузлового броненосного крейсера, названий Фішером «HMS Perfection». Гарматами головного калібру вибрано наявні 234-міліметрові зразки. Перспективні 254-міліметрові гармати були не набагато кращі за балістичними характеристиками при завищеній масі. На носі й на кормі поставлено по одній двогарматній башті. Дванадцять 190-міліметрових гармат розміщено в шести двогарматних баштах. Довжину й ширину крейсера (відповідно 152 м і 21,3 м) обумовлено розташуванням гармат. Водотоннажність становила 15 000 т у разі використання вугільного пального для котлів і 14 000 т у разі використання нафтового пального. Потужність силової установки становила 35 000 к. с. Броньовий пояс товщиною 152 мм повинен був мати висоту 4,4 м (14,5 футів) і простягатися на 82,9 м. Башти 234-міліметрових гармат захищала 152-міліметрова броня, 190-міліметрові башти — 102-міліметрова. Бойова рубка захищалася бронею завтовшки 254 мм. Верхня броньова палуба мала товщину 51 мм. Нижня броньова палуба мала товщину 63 мм на носі та кормі й 38 мм в середній частині.
Проєкт з коментарями Фішера надіслано в березні 1902 року Першому лордові Адміралтейства Селбурну. В Адміралтействі проєкт сприйняли досить прохолодно. Єдиною можливою реакцією на нього було те, що в останніх проєктах броненосних крейсерів «Ворріор» та «Мінотавр» допоміжний калібр був збільшений до 190 міліметрів, а гармати головного та допоміжного калібрів розміщені в баштах. З огляду на негативний досвід використання двогарматних 152-міліметрових установок на «Каунті», допоміжні гармати були розміщені в одногарматних баштах.
У червні 1902-го Фішер став Другим морським лордом. А в серпні 1903-го, перед тим як зайняти пост Першого морського лорда, Фішер був призначений командувачем Флоту Метрополії у Портсмуті (англ. Commander-in-Chief, Portsmouth). Весь цей час він виношував плани радикальної модернізації флоту, центральне місце в яких займали проєкти нового лінійного корабля «Untakeable» (укр. Неприступний) та броненосного крейсера «Unapproachable» (укр. Недосяжний). Під час перебування в Портсмуті при розробці цих проєктів він тісно співпрацює з Гардом (головним конструктором Портсмутської верфі) та Беконом (капітан-інспектором підводних човнів в Портсмуті). Ключовою зміною в проєкті броненосного крейсера став перехід на єдиний калібр. Такий перехід, як і для проєкту лінкора, був обумовлений останніми дослідженнями, які показали, що неможливо керувати артилерійською стрільбою з різнокаліберних гармат на великі віддалі й треба перейти на залпову стрільбу з гармат одного калібру. Фішер, як і головний конструктор флоту Воттс, за головний калібр лінкорів волів використати 254-міліметровий, а для крейсерів — 234-міліметровий. Цей вибір ґрунтувався на доводах А. Нобла. Аргументи зводилися до того, що своїми балістичними характеристиками нові 254-міліметрові гармати майже не поступаються 305-міліметровим гарматам старого зразка. При цьому вони скорострільніші, й при тій же водотоннажності їх кількість може бути більша, ніж 305-міліметрових гармат. Або ж, при тій же кількості гармат, можна мати меншу водотоннажність. Тому для лінкора як головний калібр вибрано шістнадцять гармат калібру 254 мм у двогарматних баштах, а для крейсера — шістнадцять 234-міліметрових гармат у восьми баштах. Обидва проєкти мали водотоннажність 15 900 т. Лінкор розвивав швидкість 21 вузол, а крейсер — 25 вузлів. Проміжного калібру не було, а протимінний калібр обмежувався 102-міліметровими гарматами. Ескізні проєкти обох типів Гард виконав до жовтня 1904 року, коли Фішер обійняв посаду Першого морського лорда Адміралтейства.
Ескізний проєкт секретно поширено для ознайомлення в дуже вузьких колах. Серйозні заперечення викликали використання 254-міліметрових гармат для лінкора та 234-міліметрових — для крейсера. За використання 305-міліметрового калібру висловилися капітани Медден, Джексон і Бекон. Аргументи Бекона зводилися до такого:
- При веденні вогню на великій дистанції час між залпами обмежується не скорострільністю гармат, а часом польоту снаряда, оскільки треба провадити спостереження сплесків снарядів для коригування стрільби. Тому гармата малого калібру втрачає свій головний козир — скорострільність. До того ж 305-міліметрові гармати нового зразка скорострільніші за старі 305-міліметрові.
- 305-міліметровий снаряд має більшу руйнівну силу завдяки своїй масі й більшому розривному заряду.
- 305-міліметрова гармата забезпечує більшу точність і менше розсіювання снарядів на великих дистанціях бою.
- 305-міліметровий снаряд має переважно настильну траєкторію і, отже, забезпечує більшу зону ураження цілі[ком. 3].

Бурхливі дебати про вибір калібру тривали до грудня 1904 року, коли на Раді Адміралтейства ухвалено остаточне рішення використовувати 305-міліметрові гармати як для лінкора, так і для крейсера. Додатковим аргументом вибору цього калібру для крейсера послужила уніфікація озброєння двох класів.
Не в останню чергу, на користь цього рішення вплинула інформація про закладення в Італії «лінкорів-крейсерів» типу «Реджина Елена» (22 вузли, 2×1×305 мм, 6×2×203 мм, бронепояс 250 мм) і про проєктування в Японії крейсерів типу «Цукуба» (21 вузол, 2×2×305 мм, 6×2×152 мм, бронепояс 178 мм). Крейсер з 234-міліметровими гарматами їм явно програвав. І якщо новий тип лінкора мав порівняно з іноземними аналогами набагато кращі характеристики, то новий крейсер для забезпечення такої переваги повинен був мати солідніше озброєння.
Завданнями нового крейсера мали стати:
- Ведення розвідки боєм. Зважаючи на свої переваги над легкими силами противника, він буде здатен прорвати крейсерську завісу і вийти на прямий контакт з лінійним флотом противника.
- Підтримка лінійних сил в бою. Як у випадку протидії крейсерам противника, так і у випадку використання лінійних сил у ролі швидкохідного крила для оточення противника.
- Переслідування флоту ворога, що відступає, з метою зосередження вогню на відсталих кораблях.
- Захист торговельного судноплавства. Його швидкість і озброєння допоможуть йому впоратися з будь-яким рейдером противника.

Були сформульовані такі остаточні вимоги до крейсера: через обмежене докування в Портсмуті, Девенпорті, на Мальті і в Гібралтарі водотоннажність повинна бути не більшою, ніж у нового лінкора; озброєння з 305-міліметрових гармат головного калібру і скорострільних гармат протимінного калібру; швидкість не нижча ніж 25 вузлів; бронювання не гірше, ніж у попереднього типу броненосного крейсера («Мінотавра»).
|                           | «Ренаун»                             | «Реджина Елена»                  | «Цукуба»                           | HMS «Perfection»                         | «Unapproachable»            |
| ------------------------- | ------------------------------------ | -------------------------------- | ---------------------------------- | ---------------------------------------- | --------------------------- |
| Рік вступу у стрій        | 1897                                 | 1907                             | 1907                               | проєкт, березень 1902                    | проєкт, жовтень 1904        |
| Нормальна водотоннажність | 12 350 ts                            | 12 600 т                         | 13 750 т                           | 15 000 ts 14 000 ts (з котлами на нафті) |                             |
| Потужність ЕУ, к. с.      |                                      | 19 000                           | 20 500                             | 35 000                                   | 40 000                      |
| Швидкість, вузли          | 18                                   | 21                               | 20,5                               | 25                                       | 25,5                        |
| Озброєння                 | 2×2×254-мм 10×1×152-мм 12×1×12-фунт. | 2×1×305-мм 6×2×203-мм 16×1×76-мм | 2×2×305-мм 12×1×152-мм 12×1×120-мм | 2×2×234-мм 6×2×190-мм                    | 8×2×234-мм 12×1×102-мм      |
| Бронювання, мм            |                                      |                                  |                                    |                                          |                             |
| Пояс                      | 203                                  | 250                              | 178                                | 152                                      | 152 (203 у районі барбетів) |
| Башти ГК                  |                                      | 250                              | 178                                | 152                                      | барбет 203                  |
| Палуба                    | 52—76                                | 100 (загалом)                    | 76                                 | 52—76                                    | ?                           |

### Проєктування
Фішер обійняв пост Першого морського лорда, маючи на меті значно модернізувати флот. У його плани входило будівництво нових типів лінкорів, броненосних крейсерів, міноносців та підводних човнів. 22 грудня 1904 при Адміралтействі створено спеціальний «Комітет проєктування» (англ. Committee on Designs), який мав сформувати остаточний вигляд нових типів кораблів і обговорити всі подробиці проєктів. Комітет не підміняв собою Департамент проєктування — його рекомендації були дорадчого типу. До складу Комітету увійшли найдосвідченіші фахівці, компетентну думку яких не можна було проігнорувати. Сам Фішер обіймав посаду голови комітету.
| Склад «Комітету проєктування»                      | Склад «Комітету проєктування»                                   |
| -------------------------------------------------- | --------------------------------------------------------------- |
| Людвіг Батенберг                                   | принц, контр-адмірал, директор морської розвідки                |
| сер Джон Дарстон (англ. Sir John Durston)          | контр-адмірал, головний інженер-механік флоту                   |
| Альфред Л. Вінслоу (англ. Alfred L. Winsloe)       | контр-адмірал, командир флотилій міноносців та підводних човнів |
| Генрі Б. Джексон (англ. Henry B. Jackson)          | капітан, інспектор флоту                                        |
| Джон Р. Джелліко                                   | капітан, інспектор морської артилерії                           |
| Чарлз Е. Медден (англ. Charles E. Madden)          | капітан, помічник інспектора по флоту                           |
| Реджинальд Бекон (англ. Reginald H. S. Bacon)      | капітан, помічник Першого морського лорда                       |
| Філіп Воттс (англ. Philip Watts)                   | директор департаменту будівництва (головний конструктор флоту)  |
| Лорд Кельвін                                       | фізик                                                           |
| Джон Гарвард Байлз (англ. John Harvard Biles)      | професор університету у Глазго                                  |
| сер Джон Торнікрофт (англ. John Isaac Thornycroft) | володар суднобудівної компанії                                  |
| Александр Грейсі (англ. Alexander Gracie)          | представник суднобудівної компанії з Фейерфілду                 |
| Р. Е. Фроуд (англ. R. E. Froude)                   | керівник експериментальних лабораторії Адміралтейства           |
| В. Г. Гард (англ. W. H. Gard)                      | головний конструктор Портсмутської верфі                        |
| Вілфред Гендерсон (англ. Wilfred Henderson)        | командор, секретар комітету                                     |
| Е. Г. Мітчелл (англ. E. H. Mitchell)               | помічник секретаря                                              |
| Дж. Нарбет (англ. J. H. Narbeth)                   | інженер, секретар Департаменту будівництва                      |

Перше засідання комітету відбулося 3 січня 1905. На ньому розглядалися варіанти лінкора і проєкт крейсера Фішера-Гарда — варіант «A». У перших варіантах крейсера погреби кожної пари башт розміщено в загальному казематі, тому що на носі й на кормі, в районі їх розташування, броньовий пояс не передбачався. Усі перші варіанти крейсера були з використанням парових машин і протимінної артилерії з тринадцяти 102-міліметрових гармат.
У варіанті «A» в носовій частині розташовувалися дві траверзні башти, а в кормовій — дві башти, розташовані за лінійно-піднесеною схемою. Таке розташування артилерії було визнане невдалим через побоювання впливу порохових газів піднесеної кормової башти на нижню. Такий варіант на практиці не випробовувався, і вважалося, що нижньою баштою при стрільбі в діаметральній площині управляти буде неможливо. Крім того визнали, що нижня кормова башта була розташована занадто низько над рівнем води. На другому засіданні комітету 4 січня 1905 розглядалися альтернативні проєкти секретаря Департаменту будівництва Нарбета — варіанти «B» і «C». Усі наступні варіанти також розроблялися Нарбетом.
Варіант «B» з чотирма баштами і траверзним розташуванням їх в носовій та кормовій частинах також був відхилений. Вважалося, що розташування важких башт занадто близько до носової та кормової частини збільшить момент інерції. Тим самим серйозно погіршаться морехідні якості. Варіант «C» мав три башти — дві носових траверзних та одну на кормі. Завдяки винесеним далі від країв баштам проблеми з морехідністю повинні були бути меншими. Однак озброєння з шести гармат було визнане недостатнім і цей проєкт також був відхилений. На нараді комітету дійшли висновку, що оптимальним повинно бути розташування по одній башті в носовій та кормовій частинах, в діаметральній площині, та двох башт по лівому і правому бортах в середній частині судна. Це має забезпечити залп в ніс і корму як мінімум з чотирьох гармат і бортовий з шести. Пропозиція вилилася в розробку варіантів «D» і «E».
Найприйнятнішими були визнані проєкти «D» і «E», які Нарбет представив на розгляд Комітету на наступному засіданні — 12 січня. У цих варіантах в носовій і кормовій частинах стояло по одній башті. У варіанті «D» дві башти розташовувалися траверзно в районі міделя. У варіанті «E» ці башти були розташовані ешелоновано — по діагоналі, з метою забезпечення можливості ведення бортового вогню з усіх чотирьох башт в обмеженому секторі. У подальшу роботу був взятий варіант «E».
7 січня було піднято питання про оснащення крейсера турбінами. Остаточне вирішення питання зайняло ще декілька тижнів, але вже на засіданні 13 січня було вирішено розробити «турбінний» варіант «E». Він був представлений на засіданні комітету 18 січня. Деякі офіцери побоювалися, що турбіни погіршать маневрені властивості корабля, проте в ході тривалого обговорення і після запевнень їх розробника сера Чарлза Парсонса остаточно було вирішено зупинитися саме на турбінному варіанті.
Ще одна істотна зміна проєкту була зроблена після переосмислення досвіду російсько-японської війни. Зрозумівши небезпеку мінної і торпедної зброї, члени Комітету вирішили оснастити крейсер 63,5-мм протимінною перегородкою в районі погребів боєзапасу. Були опрацьовані два варіанти водотоннажністю 16 750 довгих тонн — з протимінною перегородкою та без неї. Для розміщення протимінних перегородок необхідно було знайти 250 дов. т маси. Потрібну вагу вирішили заощадити за рахунок зменшення висоти над водою верхнього краю головного бронепоясу на три дюйми — з 2,2 м до 2,05 м, зменшення товщини передніх стінок башт і барбетів з 203 до 178 мм, зниження висоти осі гармат над ватерлінією для носової і кормової башт. У цих проєктах 102-мм гармати були замінені на 20 76-мм. Проєкти були представлені на розгляд 22 лютого. Як остаточний був обраний варіант з використанням протимінних перегородок. У цьому варіанті також відбулася переоцінка проєктної швидкості — вона була зменшена з 25,5 до 25 вузлів.

Варіант A, 4 січня 1905 року
Варіант B, 4 січня 1905 року
Варіант C, 4 січня 1905 року
Варіант D, 12 січня 1905 року
Варіант E, 12 січня 1905 року
Варіант E з турбінами, 18 січня 1905 року

Рекомендований Комітетом варіант був схвалений Радою Адміралтейства і прийнятий до роботи 1 березня 1905 року. Спочатку розробка робочого проєкту «Інвінсібла» була доручена інженеру управління військового кораблебудування Нарбету, який займався також проєктуванням «Дредноута». Однак при проєктуванні лінкора з'явилися несподівані труднощі. Тому для завершення проєкту лінійного крейсера роботи по ньому передали інженеру Вайтінгу.
При опрацюванні проєкту до 26 квітня було вирішено зменшити кількість 76-мм гармат з 20 до 18. Також була проведена переоцінка проєктної маси корпусу та механізмів, що призвело до зростання водотоннажності до 17 200 дов. т. Основні розрахунки і робочі кресленики були виконані до 22 червня. Довжина корабля зменшилася на 3 м, осадка — на 15 см. Водотоннажність зросла до 17 250 дов. т. Усі детальні кресленики і розрахунки були готові до серпня 1905.

## Конструкція

### Корпус
Крейсери типу «Інвінсібл» мали нормальну проєктну водотоннажність 17 250 довгих тонн, повну 19 720 дов. т. Корпус був з півбаком, що простягався на дві третини довжини корабля з невеликими підйомом до форштевня. Довжина по ватерлінії 171,4 м, між перпендикулярами — 172,8 м. Найбільша ширина 23,92 м. Осадка носом при нормальній проєктній водотоннажності 7,62 м, кормою — 8,23 м. Корпус відносно вузький — співвідношення довжини до ширини 7,2 (у «Мінотавра» 6,49, у «Дредноута» 6,43) з високим надводним бортом. Висота надводного борту при нормальній водотоннажності в носовій частині 9,14 м, на міделі 6,71 м і в кормі 5,23 м. Загальна висота борту в районі міделя від кіля до спардека — 14,7 м. При повній водотоннажності збільшенню осадки на 1 см відповідало збільшення водотоннажності на 27,5 т. Корпус корабля був розділений водонепроникними перебірками на 18 відсіків. Подвійне дно займало 85 % довжини корабля. Спосіб силових зв'язків корпусу — змішаний. По висоті корпус був розділений шістьма палубами і настилом подвійного дна. Верхня палуба утворювала палубу полубаку і простягалася на дві третини довжини корпусу з помітним підйомом в носовій частині. Нижче від неї по всій довжині розташовувалися головна й середня палуби. Під середньою палубою на різних рівнях проходила броньована палуба. Під нею йшла верхня платформа, на якій в районі башт розташовувалися стелажі зарядів головного калібру. Ще нижче йшла нижня платформа, на якій розташовувалися снарядні погреби, а ще нижче — настил подвійного дна.
Крейсери оснащувалися двома паралельно розташованими балансирними стернами, встановленими навпроти внутрішньої пари валів. За рахунок цього вони були повороткими кораблями з невеликим радіусом тактичної циркуляції. При цьому на задньому ходу вважалися практично не керованими.
«Інвінсібли» мали добрі морехідні якості. При цьому як гарматні платформи вони оцінювалися невисоко. При проєктній водотоннажності метацентрична висота повинна була становити 1,15-1,17 м. При повній водотоннажності, але без нафти, вона збільшувалася до 1,29-1,3 м. На «Мінотаврі» ці цифри становили 0,899 м та 1,01 м відповідно. У повному вантажу із запасом нафти метацентрична висота повинна була становити 1,56-1,57 м. За результатами кренування у «Інфлексібла» 4 січня 1908 при водотоннажності 17 426 т метацентрична висота становила 1,16 м, а при водотоннажності 19 975 т — 1,28 м . Період бортової хитавиці становив 14 секунд. Для зменшення хитавиці були встановлені два скулових кілі.
Схема розміщення екіпажу відрізнялася від традиційної для британського флоту. Так само як і на «Дредноуті», офіцерські каюти були обладнані в носовій частині. А каюти моряків рядового і старшинського складу — в кормовій. Така схема розміщення була обрана за ініціативою адмірала Фішера. Він вважав, що каюти офіцерів повинні розташовуватись ближче до бойових постів на містку і в бойовій рубці. Нововведення згодом було визнане невдалим, і після будівництва декількох кораблів на лінійному крейсері «Queen Mary» повернулися до традиційної схеми.
Чисельність екіпажу в ході служби змінювалася. За штатом у 1906 екіпаж «Інвінсібла» складався з 755 чоловік. 11 лютого 1911 року він складався з 729 осіб, в 1914 році — з 799. У травні 1916 року в Ютландському бою, коли він був флагманським кораблем Худа, «Інвінсібл» мав команду з 1032 матросів та офіцерів. Екіпаж «Інфлексібла» в 1910 році становив 779 осіб. В 1912 році на ньому, як на флагмані флоту, ця цифра зросла до 808. Команда «Індомітебла» в 1914 році складалася з 781 офіцера та матроса.
Крейсери мали три станових 6,35-тонних якорі Ветені Сміта без штока, два 2,13-тонних якорі системи Мартіна (стоп-анкер та верп) і два 0,254-тонних якорі адміралтейського типу.
Рятувальні засоби без перевантаження не могли умістити весь екіпаж корабля і були розраховані на 659 осіб:
| Рятувальний засіб                   | Кількість | Місткість, чол. |
| ----------------------------------- | --------- | --------------- |
| Паровий 15,2-м (50 фут) напівбаркас | 2         | 140             |
| Вітрильний 11-м (36 фут) баркас     | 1         | 86              |
| Вітрильний 12,8-м (42 фут) баркас   | 2         | 140             |
| Рятувальний 9,75 м (32 фут) катер   | 2         | 118             |
| 9,75 м (32 фут) катер               | 1         | 59              |
| 9,14 м (30 фут) гічка               | 1         | 26              |
| 8,23 м (27 фут) вельбот             | 3         | 72              |
| 4,88 м (16 фут) дінг                | 1         | 10              |
| 4,11 м (13,5 фут) бальсовий пліт    | 1         | 8               |
| УСЬОГО                              | 14        | 659             |

Крім того на борт могли бути підняті один 12,2-м (40-футовий) паровий адміральський катер та один 9,75-м (32-футовий) командирський катер. Кораблі оснащувалися протиторпедними сітками, які були зняті в 1913—1914 роках.
При введені в дію на кожний крейсер було встановлено вісім бойових прожекторів діаметром 914 мм (36 дюймів) і один 610-мм (24 дюйми). Два 914-мм прожектори розміщувалися на носовій надбудові з боків бойової рубки, два на платформах з боків носової димової труби, один на платформі з лівого боку середньої димової труби і один на платформі з правого боку кормової труби, ще два на платформі на стійках триногої грот-щогли. 610-мм прожектор стояв на платформі під фор-марсом.
У 1909 році на щоглах крейсерів були встановлені покажчики дистанції — великі циферблати, на яких за допомогою стрілок для інших кораблів показувалася дистанція до кораблів противника. На «Інвінсіблі» покажчик стояв тільки на фок-щоглі. У 1912—1913 роках ці покажчики були зняті .
На час уведення крейсерів в дію управління вогнем здійснювалося з носової бойової рубки і розташованого на марсі фок-щогли коригувального поста з далекоміром. Прилади центрального наведення головного калібру встановлювалися вже у ході експлуатації під час поточних ремонтів. Їх монтаж на «Інвінсіблі» був проведений наприкінці 1914 року, але остаточне налагодження приладів було закінчене лише на початку 1915 року. Решта крейсерів отримали їх дещо пізніше, на початку 1915 року. «Інфлексібл» отримав їх під час ремонту після підриву на міні в Дарданеллах у квітні — травні 1915 року, а «Індомітебл» — під час ремонту в січні — лютому 1915 року. Частина приладів центрального наведення монтувалися в артилерійському посту на фор-марсі і дозволяла розташованому там старшому артилерійському офіцеру наводити на ціль одночасно всі гармати головного калібру.
Як засоби радіозв'язку на час введення в дію використовувалися радіостанції Mk.II, які пізніше були замінені радіостанціями типів «1» та «9».

### Бронювання

Міделевий переріз

Використана броня круппівська цементована, за винятком палуб і комунікаційних труб, які виготовлялися із м'якої сталі. Головний броньовий пояс товщиною 152 мм встановлювався на прокладці з тикового дерева товщиною 51 мм і мав довжину 95 м (55,4 % від довжини корабля). Пояс починався трохи попереду носової частини барбета носової башти і закінчувався біля центральної осі барбета кормової башти. Він розташовувався між головною і броньованою палубами і закінчувався на носі 178-мм траверзною перегородкою, а в кормі — 152-мм перегородкою. Висота пояса становила 3,43 м. При середній осадці 7,92 м він заходив під воду на 1,17 м. У носовій частині до форштевня він продовжувався 102-мм поясом. У кормовій частині пояс був зовсім відсутній.
Лоб, бічні та задні стінки башт 305-мм гармат мали товщину 178 мм. Для балансування башти на її задню стінку додатково навішали 171-мм плиту з м'якої сталі. Дах башти мав товщину 63-76 мм, настил підлоги в задній частині башти — 76 мм. Барбети внутрішнім діаметром 8230 мм мали товщину 178 мм. У башт «A», «P» і «Q» ця товщина йшла до головної палуби, а між головною і нижньою палубами барбет мав товщину 51 мм. Кормова частина барбета башти «Y» між головною і нижньою палубами мала товщину 178 мм, а з інших боків вона знижувалася до 51 мм. Погреби нижче броньованої палуби прикривалися перегородками товщиною 63,5 мм (2,5 "), а з внутрішніх сторін — перегородками товщиною 51 мм.
102-мм гармати спочатку не мали ніякого захисту. Але під час Першої світової війни їх прикрили броньованими листами. Носова бойова рубка спереду і з боків захищалася 254-мм бронею, а її задня стінка мала товщину 178 мм. Дах і настил мали товщину 51 мм. Сигнальна рубка з постом управління вогнем центрального наведення захищалася 76-мм бронею, а дах і настил мали товщину 51 мм. Комунікаційна труба зі скобами аварійного виходу йшла до нижнього носового бойового поста і мала товщину 102 мм до нижньої палуби.
Кормова бойова рубка, призначена для управління торпедним вогнем, захищалася 152-мм (6 «) вертикальною бронею, а її дах та настил мали товщину 51 мм. Комунікаційна труба, що йшла в нижній бойовий пост, мала товщину 76 мм. Обидва нижніх бойових пости розташовувалися під нижньою броньовою палубою та захищалися 51-мм стінками. Над носовим постом броньова палуба мала товщину 51 мм, а над кормовим — 25,4 мм.
Головна палуба, що йшла по верхній частині броньового пояса, в носовій частині від форштевня до носового траверзу мала товщину 19 мм. У районі барбетів башт головного калібру над погребами вона мала товщину 25,4 мм. В інших місцях бронювання головної палуби не було. Під час Ютландскої битви було виявлено недостатній горизонтальний захист. Тому в районі погребів був покладений додатковий 25,4-мм шар броньових плит.
Нижня броньова палуба складалася з горизонтальної частини і скосів, що йшли до нижнього краю броньового пояса. Горизонтальна частина нижньої палуби в середній частині йшла по ватерлінії. Від носового краю до кормового траверзу вона мала товщину 38 мм, в середній частині із скосами товщиною 51 мм. У кормовій частині за траверзом вона мала товщину горизонтальної частини і скосів 64 мм.

### Озброєння

#### Головний калібр

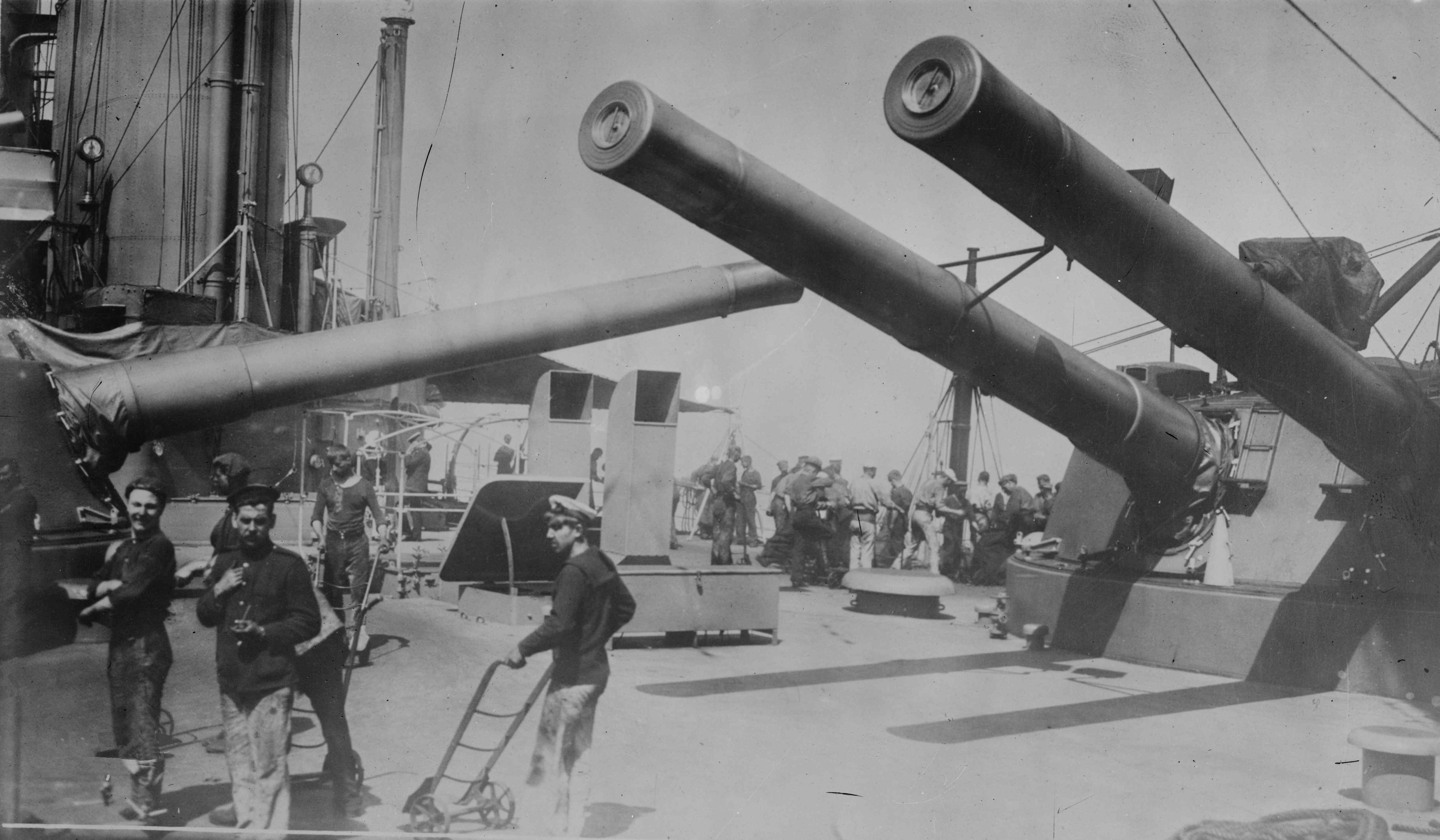
305-мм гармати лінійного крейсера „Індомітебл“

Артилерія головного калібру складалася з восьми 305-мм гармат, розташованих у чотирьох двогарматних баштах. Носова та кормова башта розташовувалися в діаметральній площині. Ще дві були розташовані ешелоновано — по бортах. Ліва бортова башта була дещо зміщена до носа відносно правої. Носова башта позначалася „A“, ліва бортова „P“, права „Q“ і кормова „Y“. У похідному положенні гармати башти „P“ спрямовувались у ніс, а у башти „Q“ — до корми. При цьому за первинним проєктом позначення бортових башт повинно було бути „B“ і „C“, але воно було змінене 30 жовтня 1906 року за результатами експлуатації „Дредноута“. Висота осей гармат над водою при проєктній водотоннажності для башти „A“ становила 9,75 м, для „P“ і „Q“ 8,53 м, для „Y“ — 6,4 м.
Відстань від форштевня до осі башти „A“ була 42 м. Відстань уздовж діаметральної площини між віссю башти „A“ та „P“ становила 44,5 м, між „P“ і „Q“ 8,5 м, „Q“ і „Y“ 38 м. Таким чином відстань між осями башт „A“ та „Y“ була 91 м вона і визначала довжину головного броньового пояса.
Сектор обстрілу башт „A“ та „Y“ становив 300°, а „P“ та „Q“ — 210°. З них 30° — на протилежний борт. У різних секторах, таким чином, для стрільби можна було залучати різну кількість гармат. Чотири гармати діяли в секторах 0-30° та 150—180°, шість гармат у секторах 30-65° та 90-150°. Вісім гармат могли діяти у секторі 65-90°, але цей варіант розглядався як винятковий. Через вплив дульних газів на сусідні башти розробники розраховували використовувати вогонь на протилежний борт тільки при виході з ладу іншої бортової башти. Основним варіантом вважався вогонь напівзалпами — по одній гарматі в кожній башті. У бою біля Фолклендських островів „Інвінсібл“ для отримання чотиригарматного залпу стріляв з бортових башт на протилежний борт. При цьому, крім пошкоджень палуби, відзначалося оглушення персоналу другої бортової башти, через що його доводилося часто міняти. Після цього вогонь через борт був визнаний небажаним та застосовувався лише у разі крайньої потреби.
305-мм гармата Mk.X з довжиною каналу ствола 45 калібрів була спроєктована у 1904 році. Традиційно для британського флоту для стволів використовувалося скріплення дротом. Загальна довжина гармати 14 168 мм, довжина зарядної камори 2057 мм. Маса гармати без затвора 56,8 т. Нарізи мали постійний крок — один оберт на 30 калібрів.
Маса бронебійного снаряду становила 386 кг. Маса заряду, що складався з двох напівзарядів кордіту MD у шовкових картузах, — 117 кг. Початкова швидкість снаряду 831 м/с. Установки забезпечували кут підйому гармати від −5° до +13,5°. При максимальному куті підйому стрільби бронебійним снарядом з радіусом оживала головки у 2 калібри забезпечувалась максимальна дальність 14 950 м (81 каб.). У 1915—1916 роках крейсери отримали бронебійні снаряди з радіусом оживала у 4 калібри, що забезпечило максимальну дальність стрільби 17 370 м — 94 кабельтових. Скорострільність гармати становила два постріли на хвилину.
Обертова частина башти головного калібру складалася з бойового відділення, перевантажувальної камери та жорстко пов'язаних з ними колони подавальної труби з нижнім підйомником. Подавання зарядів і снаряду в зарядник з перевантажувального відділення здійснювалася з головного підйомного лотка без перевантаження на проміжній позиції — так звана „чиста подача“. При цьому як недолік такої схеми називалася часова затримка через те, що лоток не міг опуститися, поки в зарядник не завантажиться весь боєзапас.
Боєприпаси зберігалися у погребах, розташованих безпосередньо під баштою. Зарядні погреби були вище від снарядних. Погреби оснащувалися системою термостатування, що автоматично підтримували температуру 15-20 °C й пожежною системою зрошення та затоплення. Снаряди та заряди зберігалися на стелажах. Снаряди піднімалися храповими пристосуваннями, укладалися на візки і подавалися до підготовчих столів. Потім снаряди і заряди занурювалися в живильники нижніх зарядників, розташованих в подавальній трубі. Звідти вони надходили в перевантажувальне відділення і потім, за допомогою верхніх зарядників, у бойове відділення башти. Кожен зарядник завантажувався одним снарядом і двома напівзарядами. Башти також оснащувалися резервною системою ручної подачі.
На „Інфлексіблі“ і „Індомітеблі“ гармати були розташовані в баштах Mk.BVIII з гідравлічною системою приводів. Для „Інфлексібла“ башти були поставлені фірмою Віккерс з Барроу, для „Індомітебла“ — Армстронг з Елсвіка. Маса рухомої частини башти без гармат становила 340,3 тонни (335 дов. т).
На відміну від інших кораблів серії, „Інвінсібл“ отримав експериментальні установки з електромеханічним приводом. Висловлювалася думка, що такий тип приводу в експлуатації матиме переваги в порівнянні з гідравлічним. Навесні 1905 року Адміралтейство ухвалило рішення встановити їх на „Інвінсібл“. При цьому контракт був поділений між двома основними виробниками озброєнь — Віккерсом і Армстронгом. Башти „A“ та „Y“ типу Mk.BIX виготовлялися Віккерсом, башти „P“ і „Q“ типу Mk.BX — Армстронгом. Контракт передбачав, що в разі невдачі постачальники зобов'язуються за свій рахунок провести заміну електромеханічного приводу на гідравлічний.
Башти Mk.BX важили 352,5 т (347 дов. т) без гармат, башти Віккерса Mk.BIX вийшли найважчими — 377 т (371 дов. т) без гармат. Усі три типи башт мали різний зовнішній вигляд. Пристрої башт живилися від бортової мережі з напругою 200 В. Горизонтальне наведення з максимальною швидкістю 4°/с здійснювалося електродвигуном з керованою швидкістю обертання за допомогою системи Вард-Леонарда — зміною струму збудження електромоторів. Вертикальне наведення гармат виконувалося за допомогою черв'ячної передачі з використанням гвинта Архімеда діаметром 127 мм. Замість гідравлічних пристроїв відкату та накату фірма Віккерс використовувала пружини великих розмірів, а Армстронг — пневматичні пристрої, що згодом знайшли застосування на всіх типах гармат.
Електромеханічні приводи обох фірм показали себе ненадійними в роботі, і після декількох років безуспішних спроб зробити їх працездатними довелося піти на заміну приводів на гідравлічні. Рішення про переробку було ухвалене 20 березня 1912 року. Ремонт повинен був зайняти шість місяців і коштувати 151 000 фунтів стерлінгів. Переробка була запланована на жовтень 1912 — травень 1913 року, але фактично виконана лише під час тривалого ремонту в 1914 році.
За штатом мирного часу боєкомплект головного калібру складався з 640 снарядів — по 80 снарядів на гармату. На кожен ствол доводилося по 24 бронебійних снаряди з бронебійним ковпачком, 40 напівбронебійних та 16 фугасних. Бронебійний та напівбронебійний снаряди оснащувалися розривним зарядом з чорного пороху, фугасний — з ліддіту. На кожну гармату також доводилося по 3 практичних снаряди і 80 повних зарядів пороху. У воєнний час боєзапас збільшувався до 880 снарядів — по 110 снарядів на гармату в тій же пропорції. Після прийняття на озброєння бронебійного снаряду з оживалом радіусом 4 калібри, оснащеного ліддітом, боєзапас на гармату став складатися з 33 бронебійних, 38 напівбронебійних і 39 фугасних. До середини 1916 боєзапас на гармату змінився і став складатися з 44 бронебійних, 33 напівбронебійних та 33 фугасних снарядів. Після Ютландської битви кількість фугасних снарядів було зменшено до 10, а бронебійних і напівбронебійних снарядів стало по 50. Після закінчення Першої світової війни боєзапас складався з 77 бронебійних і 33 напівбронебійних снарядів на гармату. Протягом війни у боєзапасі також могли бути присутні декілька шрапнельних снарядів.

#### Протимінний калібр

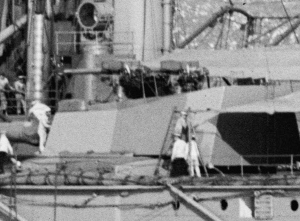
102-мм гармати QF Mk.III, розташовані на башті „Q“ лінійного крейсера „Інфлексібл“

Крейсери типу „Інвінсібл“ уведені в дію маючи 16 102-мм гармат QF Mk.III. Гармати були встановлені в лафетних установках PI*. Чотири гармати були розташовані в носовій надбудові, чотири в кормовій. Ще вісім гармат були встановлені на дахах башт — по дві гармати на кожній. Гармати призначалися для боротьби з усіма видами морських цілей та стрільби по берегу.
102-мм гармата QF Mk.III мала ствол довжиною 40 калібрів. При масі заряду 1,62 кг 11,35-кілограмовий снаряд мав початкову швидкість 701 м/с, що забезпечувало максимальну дальність 8230 м (44,5 каб.). Максимальна скорострільність становила 9-10 пострілів на хвилину.
Для захисту від бризок гармати на дахах башт у 1911 році були обнесені брезентовими навісами. Розташування гармат на дахах башт було визнано помилкою, і „Інвінсібли“ стали першими та останніми британськими лінійними крейсерами з таким розташуванням протимінної артилерії. У 1914—1915 роках чотири гармати з башт „A“ та „Y“ перенесли на носову надбудову, а гармати в надбудовах прикрили сталевими щитами. Чотири гармати на баштах „P“ і „Q“ були демонтовані в 1915 році, і таким чином загальна кількість 102-мм гармат була зменшена до дванадцяти.
Гармати QF Mk.III вважалися недостатньо потужними, тому з метою уніфікації озброєння з іншими лінійними крейсерами на двох крейсерах серії, що залишились до кінця війни, було зроблено переозброєння. У квітні 1917 року на „Індомітеблі“ решта 12 гармат QF Mk.III були замінені на 102-мм 50-каліберні гармати BL Mk.VII в лафетних установках P.IV. На „Інфлексіблі“ заміна була зроблена в липні 1917 року, але він отримав на озброєння 102-мм 44-каліберні гармати BL Mk.IX в установках CP.I. Обидва типи гармат стріляли однаковими 14,1-кілограмовими снарядами.
Боєкомплект гармат QF Mk.III становив по 100 снарядів на гармату — по 50 напівбронебійних і фугасних снарядів. Пізніше склад боєкомплекту був змінений і становив 30 напівбронебійних та 70 фугасних снарядів. Крім того, в загальний боєкомплект входили 200 шрапнельних снарядів. Після переозброєння на гармати BL Mk.VII боєкомплект на „Індомітеблі“ становив ті ж 100 снарядів на гармату, але він складався з 25 напівбронебійних, 60 фугасних і 15 фугасних снарядів з нічним трасером. Боєкомплект гармат BL Mk.IX становив по 150 снарядів на ствол — 37 напівбронебійних, 90 фугасних і 23 фугасних з нічним трасером.

#### Зенітне озброєння
Інформація щодо зенітного озброєння крейсерів типу „Інвінсібл“ досить суперечлива. Склад зенітного озброєння крейсерів неодноразово змінювався, в різний час в нього входили зенітні 102-мм гармати Mk.VII і перероблені в зенітні Mk.III, 76-мм зенітні гармати Mk.I, 47-мм зенітні гармати Гочкіса і кулемети Максима. Переробка 102-мм гармат Mk.III в зенітні здійснювалася шляхом надавання стволу більшого кута піднесення.
76-мм зенітна гармата Mk.I важила 1016 кг, максимальний кут піднесення становив +90°, скорострільність — 15-20 пострілів на хвилину. Снаряд масою 5,67 кг мав початкову швидкість 762 м/с, що забезпечувало максимальну дальність стрільби 12 300 м (66 каб.) .
Зазвичай встановлювані на британських кораблях 47-мм салютні гармати Гочкіса в первинному складі озброєння крейсерів були відсутні, і замість них використовувалися 102-мм гармати. У жовтні 1914 року „Інвінсібл“ мав на озброєнні одну зенітну 76-мм гармату Mk.I, проте в листопаді 1914 року вона була замінена на 47-мм гармату Гочкіса. У квітні 1915 було додано одну 76-мм гармату Mk.I. Обидві гармати стояли на ньому під час загибелі в Ютландському бою.
На „Інфлексіблі“ до початку війни зенітних гармат не було. У жовтні 1914 року за пропозицією артилерійського офіцера крейсера капітана 2 рангу Вернера по одній гарматі Mk.III на баштах „A“ та „Y“ були перероблені в зенітні шляхом додання їх стволам більшого кута піднесення. Проте ця ініціатива згодом не була схвалена командуванням. На початку 1915 ці гармати використовувалися для ведення гаубичного вогню по берегових цілях в Дарданеллах. У листопаді 1914 року на крейсер була встановлена 47-мм гармата Гочкіса. У липні 1915 на кормовій надбудові було встановлено одну 76-мм гармату Mk.I. У серпні 1917 року 47-мм гармата Гочкіса була замінена на 102-мм гармату Mk.VII з кутом піднесення ствола +60°. Вона розташовувалася в діаметральній площині позаду передньої димової труби. За даними Муженікова, пізніше зенітне озброєння складалося з двох 76-мм гармат Mk.I, встановлених на платформі за середньою трубою.
„Індомітебл“ не мав зенітного озброєння до моменту встановлення 76-мм гармати Mk.I в квітні 1915 року. У квітні 1917 року до неї додали зенітну 102-мм гармату Mk.VII, що стояла на платформі позаду передньої димової труби . У 1918 році на „Індомітеблі“ та „Інфлексіблі“ при розширенні поста управління стрільбою центрального наведення на марсі фок-щогли був встановлений зенітний далекомір.
До складу озброєння крейсерів входили також сім кулеметів Максима.
Боєзапас на кожну 102-мм гармату спочатку складався з 75 напівбронебійних снарядів з головним детонатором та 75 шрапнельних снарядів. Пізніше він був змінений на 160 фугасних і 30 запалювальних. Початковий боєкомплект 76-мм гармат складався з 270 фугасних і 30 шрапнельних пострілів. Потім його зменшили до 120 фугасних і 30 запалювальних. Боєкомплект 47-мм зенітних гармат Гочкіса складався з 500 фугасних снарядів.
| Гармата                             | 12»/45 Mark X                   | 12»/45 Mark X                   | 4"/40 QF Mark III            | 4"/50 BL Mark VII | 4"/50 BL Mark VII | 4"/45 BL Mark IX | 3"/45 20cwt QF HA Mark I | 47-мм Гочкіса |
| ----------------------------------- | ------------------------------- | ------------------------------- | ---------------------------- | ----------------- | ----------------- | ---------------- | ------------------------ | ------------- |
| Рік розробки                        | 1904                            | 1904                            | 1904                         | 1904              | 1904              | 1913             | 1910                     | 1885          |
| Калібр, мм                          | 305                             | 305                             | 102                          | 102               | 102               | 102              | 76                       | 47            |
| Довжина ствола, калібрів            | 45                              | 45                              | 40                           | 50                | 50                | 45               | 45                       | 40            |
| Маса гармати, кг                    | 58 626                          | 58 626                          | 1339                         | 2126              | 2126              | 2154             | 1020                     | 240           |
| Скорострільність, постр./хвил.      | 1,5                             | 1,5                             | 8—10                         | 6—8               | 6—8               | 10—12            | 12—14                    | 20            |
| Установка                           | BVIII, BIX, BX                  | BVIII, BIX, BX                  | PI*                          | PIV               | HA Mark II        | CPI              | ?                        | ?             |
| Кути схилення                       | −3°/+13,5°                      | −3°/+13,5°                      | −10°/+20°                    | −10°/+15°         | −10°/+60°         | −10°/+30°        | −10°/+90°                | /+60°?        |
| Тип заряджання                      | картузне                        | картузне                        | раздільно- гільзове          | картузне          | картузне          | картузне         | унітарне                 | унітарне      |
| Тип снаряду                         | напівбронебійний Mark VI (2crh) | напівбронебіний Mark VIa (4crh) | фугасний                     | фугасний          | шрапнельний       | фугасний         |                          | фугасний      |
| Маса снаряду, кг                    | 386                             | 389,8                           | 11,3                         | 14,06             | 14,06             | 14,06            | 5,67                     | 1,5           |
| Маса та тип метального заряду       | 117 кг MD45                     | 117 кг MD45                     | 1,6 кг Cord 15 + 2,3 кг MD16 | 4,3 кг MD16       | 2,7 кг MD8        | 3,5 кг MD16      | 0,96 кг MD               | 0,24 кг MD    |
| Початкова швидкість, м/с            | 831                             | 831                             | 722                          | 873               | 732               | 800              | 762                      | 574           |
| Максимальна дальність, м            | 15 040                          | 17 236                          | 8780                         | 10 610            |                   | 12 660           |                          |               |
| Досяжність по висоті максимальна, м | —                               | —                               | —                            | —                 | ?                 | —                | 11 340                   | 3000          |
| Ефективна, м                        | —                               | —                               | —                            | —                 | ?                 | —                | 7160                     | 1100          |

#### Торпедне озброєння
Крейсери типу «Інвінсібл» були озброєні п'ятьма підводними 457-мм торпедними апаратами. Один з них розташовувався в кормі, а чотири — по бортах у відсіках, що розташовувалися нижче від броньового пояса. Два з них знаходились у відсіку перед барбетом башти «A» іще два позаду барбету башти «Y». Загальний боєкомплект становив 23 торпеди. Крім того на крейсерах зберігався запас з шести 356-мм торпед для розташованих на борту 50-футових парових катерів. Після Ютландського бою на вцілілих «Інфлексіблі» та «Індомітеблі» кормовий торпедний апарат був демонтований.

#### Авіаційне озброєння
У 1917 році виникла необхідність протидії цепелінам, що проводили розвідку в Північному морі та бомбардували узбережжя Англії. Гідролітаки виявилися неефективними. Тому були проведені досліди з запуску колісних винищувачів з платформ, встановлених на гідроавіаносцях, а потім — на легкому крейсері «Ярмут». Літак фактично був одноразовим — після виконання завдання він сідав на воду і льотчика піднімали на борт корабля. Досліди були успішними, однак запуск літаків міг проводитися лише при ході крейсера проти вітру. Тому були проведені випробування по запуску винищувача з поворотної платформи, розташованої спочатку на другій, а потім і на кормовій башті лінійного крейсера «Рінаун». Зліт повинен був проводитися поперек сумарного повітряного потоку, створюваного ходом корабля і вітром. Завдяки поворотній платформі запуск міг здійснюватися в більшому діапазоні курсових кутів. Після успішного запуску з «Рінауна» усі британські лінійні крейсери були оснащені двома платформами, встановленими на баштах головного калібру. У 1918 році «Інфлексібл» і «Індомітебл» отримали на озброєння по два колісних літаки фірми «Сопвіч» — по одному винищувачу Sopwith Camel і двомісному багатоцільовому Sopwith 1½ Strutter. Для зльоту літаків на дахах башт «P» і «Q» були встановлені спеціальні дерев'яні платформи.

### Силова установка
Силова установка крейсера номінальною потужністю 41 000 к. с. складалася з двох комплектів парових турбін Ч. Парсонса з приводом на чотири гвинти і розраховувалася на досягнення швидкості у 25 вузлів. Гвинти трилопатеві. Внутрішня пара гвинтів мала діаметр 3,2 м, зовнішня — 2,9 м. Крок гвинтів на «Інвінсіблі» був 3,33 м, на решті 3,45 м. «Інвінсібл» оснащувався 31 водотрубним котлом з трубками великого діаметра і робочим тиском пари в 17,9 кгс/см². «Індомітебл» оснащувався важчими котлами Бабкок і Вілкокса, інші два кораблі — котлами типу Ярроу. Усі котли на вугільному паливі з форсунками для впорскування нафти. Використання нафти додавало приблизно 700 миль дальності на повному ходу. На «Інвінсіблі» кожен котел оснащувався п'ятьма форсунками з максимальною витратою нафти крізь одну форсунку 81,65 кг/год, на «Індомітебл» по чотири форсунки на котел з витратою через кожну в 108,86 кг/год, на «Інфлексіблі» — по три форсунки з витратою 136,08 кг/год. Котли розташовувалися лінійно двома групами в чотирьох котельних відділеннях. У першому котельному відділенні довжиною 15,8 м розташовувалося 7 котлів. В інших, ширших відділеннях, довжиною 10,4 м кожне, було встановлено по 8 котлів. Котельне відділення № 4 розташовувалося за погребами боєзапасу башт «P» і «Q» [54]. Сумарна поверхня нагріву котлів становила 9650 м² (103 880 фут²), а площа колосникових решіток — 163 м² (1750 фут²). Запас свіжої води для котлів і внутрішніх потреб становив 350 т.
Турбінна установка вважалася єдиною прийнятною для забезпечення високої швидкості великого надводного корабля. При порівнянних з паровою машиною «Мінотавра» вазі і об'ємі приміщень для розташування вона вимагала меншої команди для обслуговування і була у більшій мірі пристосована для тривалого підтримання високої швидкості. При цьому турбіна вигравала у парової машини із зростанням агрегатної потужності. Відносною проблемою турбінної установки була складність забезпечення багаторежимної роботи. Гребні гвинти були з незмінним кроком, тому швидкість ходу корабля регулювалася лише частотою їх обертання. При цьому турбіна мала високий ККД тільки при певній швидкості обертання. Турбіни були прямодіючі — з прямим, без редуктора, приводом валу від турбіни, тому лише один з режимів ходу міг бути оптимальним. Для «Інвінсібла» таким був обраний режим максимальної швидкості ходу. Щоб збільшити ККД на декількох режимах, турбінна установка мала не одну турбіну, а декілька.

Схема розташування обладнання в машинному відділенні правого борту лінійного крейсера «Інвінсібл»:
1 — паровий конденсатор; 2 — внутрішній гребний вал; 3 — вихлопний патрубок турбіни; 4, 7, 10, 20, 23 — нерухомі кільця з напрямними лопатями; 5 — турбіна низького тиску заднього ходу; 6 — турбіна низького тиску переднього ходу; 8 — ковзна муфта; 9 — турбіна крейсерського ходу; 11 — патрубок подачі пари на турбіну крейсерського режиму; 12, 13 — основні патрубки подачі пари; 14 — перехідний патрубок між турбінами високого і низького тиску заднього ходу; 15 — турбіна високого тиску заднього ходу; 16 — перехідний патрубок між турбінами високого і низького тиску переднього ходу; 17 — патрубок від турбіни крейсерського режиму на турбіну високого тиску; 18 — зворотний клапан; 19 — патрубок подачі пари турбін заднього ходу; 21 — турбіна високого тиску переднього ходу; 22 — жорстка муфта; 24 — зовнішній гребний вал; 25 — відцентрові насоси

«Інвінсібли» оснащувалися двома комплектами турбін Парсонса, кожен з яких приводив у дію по два гвинти. Всього в двох комплектах було 10 турбін. Крім турбін переднього ходу, на одному валу з ними стояли спеціальні турбіни заднього ходу. Пара після турбін високого тиску прямого і заднього ходу, що приводили в обертання зовнішні вали, потрапляла на турбіни переднього і заднього ходу низького тиску, що приводили до обертання внутрішні вали. Після цього пара подавалась на пароконденсатор. Для збільшення ККД на крейсерських режимах існували дві спеціальні турбіни крейсерського ходу, встановлені на внутрішній парі валів. Незважаючи на всі ці хитрощі, витрата палива на економічному ходу була набагато вищою, ніж на попередніх крейсерах з паровими машинами. Витрата вугілля на максимальній потужності становила 0,54-0,77 кг/к. с. на годину, на «Мінотаврі» — 0,82. При цьому при 20 % потужності витрата вугілля на «Інвінсіблі» становила 1,09 кг/к. с. на годину, проти 0,85 на «Мінотаврі».
Контрактна вартість турбінної установки становила 472 000 фунтів стерлінгів або 4720 тис. рублів золотом. Турбіни для «Інвінсібла» поставлялися фірмою «Хампфрі і Теннант», а для решти кораблів — фірмами-будівельниками. Електроенергією напругою 200 В корабель забезпечували генератори загальною потужністю 1000 кВт. На нижній платформі були встановлені чотири турбогенератори потужністю по 200 кВт і два дизель-генератори по 100 кВт.
На випробуваннях, так само як і в основному під час експлуатації, опалення котлів було тільки вугільним. Через недосконалість системи змішаного опалення впорскування нафти застосовувалось рідко, бо його застосування вимагало великої майстерності кочегарів. Так, у битві біля Фолклендських островів на «Інвінсіблі» застосовувався впорскування нафти, але при цьому з димових труб валив густий чорний дим, який періодично застеляв огляд своїм комендорам та «Інфлексіблу», що йшов позаду.
На випробуваннях усі крейсери досить легко перевищили швидкість у 26 вузлів. «Індомітебл» 29 квітня 1908 на мірній милі в Скелморлі (англ. Skelmorlie) показав максимальну швидкість 26,106 вузла при потужності 47 791 к. с. і середній швидкості обертання валів 296 об/хв. При цьому його водотоннажність становила 17 435 т, осадка носом 7,62 м, кормою 8,23 м. Турбінна установка на час введення крейсерів до ладу була не тільки найпотужнішою із встановлених на військових кораблях, а й була досить надійною. Так, «Індомітебл» в липні — серпні 1908 при поверненні з урочистостей у Квебеку з принцом Уельським на борту протягом трьох діб між Біллейслом (англ. Billeisle) і Феснетом (англ. Fasnet) підтримував середню швидкість 25,3 вузли.
Реверсні випробування (англ. reversing trial) на «Інвінсіблі» проводилися в листопаді 1908 року. На повних парах з переднього ходу при швидкості обертання валів 275 об/хв час від отримання команди «повний назад» до повної зупинки склав 3 хв 25 сек, за цей час корабель пройшов 1465 м (1592 ярди). Час з моменту повної зупинки до повного заднього ходу — 3 хв 48 сек. За цей час корабель пройшов 521 м (570 ярдів) і розігнався до швидкості 15,5 вузлів.
Проєктний запас палива при нормальній водотоннажності становив 1000 т вугілля. Максимальний запас палива становив 3000 т вугілля і 700 т нафти. Витрата вугілля на повній потужності становила 660 т на добу, а при швидкості 10 вузлів — 130 т. Повного запасу вугілля вистачало на 4480-4600 миль при швидкості 15 вузлів і 2270—2340 миль при 23 вузлах. При використанні нафти ці цифри зростали до 6020-6110 і 3050-3110 миль відповідно.

## Будівництво
| Найменування | Верф         | Виробник ГЕУ | Варт. ф. ст. | Замовлення        | Закладка       | Спуск на воду   | Введення в дію    | Доля                                                                           |
| ------------ | ------------ | ------------ | ------------ | ----------------- | -------------- | --------------- | ----------------- | ------------------------------------------------------------------------------ |
| «Інвінсібл»  | «Армстронг»  | «Гамфрі»     | 1 677 515    | 21 листопада 1905 | 2 квітня 1906  | 13 квітня 1907  | березень 1909     | 31 травня 1916 року загинув у Ютландській битві після вибуху бойового запасу   |
| «Інфлексібл» | «Джон Браун» | «Джон Браун» | 1 630 739    | 21 листопада 1905 | 5 лютого 1906  | 26 лютого 1907  | 20 жовтня 1908 г. | У січні 1919 року виведений до резерву та 1 грудня 1921 року проданий на злам  |
| «Індомітебл» | «Феєрфілд»   | «Феєрфілд»   | 1 662 337    | 21 листопада 1905 | 1 березня 1906 | 16 березня 1907 | серпень 1908      | у лютому 1919 року виведений до резерву та 1 грудня 1920 року проданий на злам |

У червні 1905 року в кораблебудівну програму 1905–1906 року були включені асигнування на будівництво лінійного корабля «Дредноут» і трьох броненосних крейсерів: «Invincible», «Immortalite» і «Raleigh». При закладці два останніх були перейменовані на «Indomitable» та «Inflexible». За остаточним кошторисом вартість кожного крейсера типу «Інвінсібл» повинна була скласти 1 625 120 фунтів стерлінгів.
Замовлення на будівництво «Інвінсібла» було видане 21 листопада 1905 верфі «Армстронг, Уітворт і К°» у Елсвіку на річці Тайн. Енергетичну установку виробляла фірма «Хампфрі і Теннант» (англ. Humphreys & Tennant). «Інвінсібл» був закладений 2 квітня 1906 і спущений на воду 13 квітня 1907. Церемонію хрещення проводила леді Аллендейл. Подальша добудова крейсера проводилася в гирлі річки Тайн поблизу Ньюкасла на верфі «Сван Хантер і Вільям Річардсон». Будівництво супроводжувалося страйками, що затримало уведення в дію на три місяці. Загалом будівництво тривало 35 місяців — 12 місяців стапельний період та 23 місяці добудова на плаву. Вартість будівництва становила 1 677 515 фунтів стерлінгів.
Замовлення на будівництво крейсера «Інфлексібл» було видане 21 листопада 1905 року суднобудівній компанії «Джон Браун і К°» у Клайдбенку. Ця ж фірма отримала замовлення на будівництво енергетичної установки. Спущений на воду 26 червня 1907, до ходових випробувань він приступив 20 червня 1908 року. Введений в дію 20 жовтня 1908. Загалом будівництво тривало 32 місяці, з них 16 місяців стапельний період та 16 місяців добудова на плаву. Вартість будівництва становила 1 630 739 фунтів стерлінгів (16307000 рублів золотом за курсом того часу).
Замовлення на будівництво «Індомітебла» і силової установки для нього було видане 21 листопада 1905 року верфі «Fairfield Shipbuilding and Engineering Company» у Глазго. Закладений 1 березня 1906, спущений на воду 16 березня 1907 і приступив до випробувань 8 квітня 1908. Випробування переривалися у період з 20 червня по 10 серпня 1908, на час візиту «Індомітебла» в Квебек. Уведений в дію в кінці серпня 1908. Загалом будівництво тривало 30 місяців — 12 місяців стапельний період та 18 місяців добудова на плаву. Вартість будівництва становила 1 662 337 фунтів стерлінгів (16 623 000 рублів золотом).

## Експлуатація

### «Інвінсібл»
«Інвінсібл» підготували до випробувань у вересні 1908 року і зарахували до складу Норського резерву. Випробування проводилися з кінця жовтня 1908 року по березень 1909 року. На артилерійських стрільбах під час випробувань були виявлені дефекти електричного приводу башт головного калібру. При пострілах відбувалося постійне розмикання електричних кіл в різних місцях.
20 березня 1909 року крейсер, незважаючи на дефекти приводів башт головного калібру, прибув до Портсмута і там увійшов до складу флоту із зарахуванням до складу 1-ї ескадри крейсерів. До Першої світової війни він брав участь у оглядах флотів на Спітхедському рейді та різних маневрах. Спроби усунути дефекти електричного приводу закінчилися невдачею. І 20 березня 1912 було ухвалено рішення про його заміну на гідравлічний. Заміна була зроблена в Портсмуті під час ремонту в березні — серпні 1914 року.
З початком війни разом з «Нью-Зіленд» утворив 2-гу ескадру лінійних крейсерів і 28 серпня 1914 року взяв участь у першому бою у Гельголандскій бухті. Лінійні крейсери здійснювали прикриття легких сил англійського флоту. Після обстрілу німецькими легкими крейсерами англійські легкі крейсери дали запит на підтримку. Британські лінійні крейсери прийшли їм на допомогу, та змусили німецьких крейсерів відійти, при потопленні трьох з них. «Інвінсібл» під час бою потопив декількома залпами пошкоджений дещо раніше 343-мм снарядами «Лайона» німецький легкий крейсер «Кельн». У серпні — жовтні 1914 року «Інвінсібл» брав участь у прикритті легких сил в Північному морі, патрулюванні та пошуку німецьких кораблів, а 3-10 жовтня здійснював прикриття доставки канадського контингенту до Європи.
Після поразки англійців 1 листопада 1914 в битві біля Коронеля «Інвінсібл» разом з «Інфлексіблом» 4 листопада увійшов до складу особливої ескадри під командуванням віце-адмірала Стерді. Завданням мало стати перехоплення німецької ескадри адмірала Шпеє. Через необхідність термінового ремонту на «Інвінсіблі» крейсери покинули Англію лише 11 листопада. Ескадра Стерді прибула на Фолклендські острови 7 грудня. А рано вранці 8 грудня, під час завантаження в Порт-Стенлі вугілля на лінійні крейсери, на підході до Фолклендських островів о 7:50 були виявлені «Ґнайзенау» і «Нюрнберг», спрямовані Шпеє для висадки десанту і знищення британської бази. Британські кораблі терміново припинили вантаження вугілля і стали піднімати пари. О 10:00 німецькі кораблі помітили триногі щогли лінійних крейсерів і стали відходити.

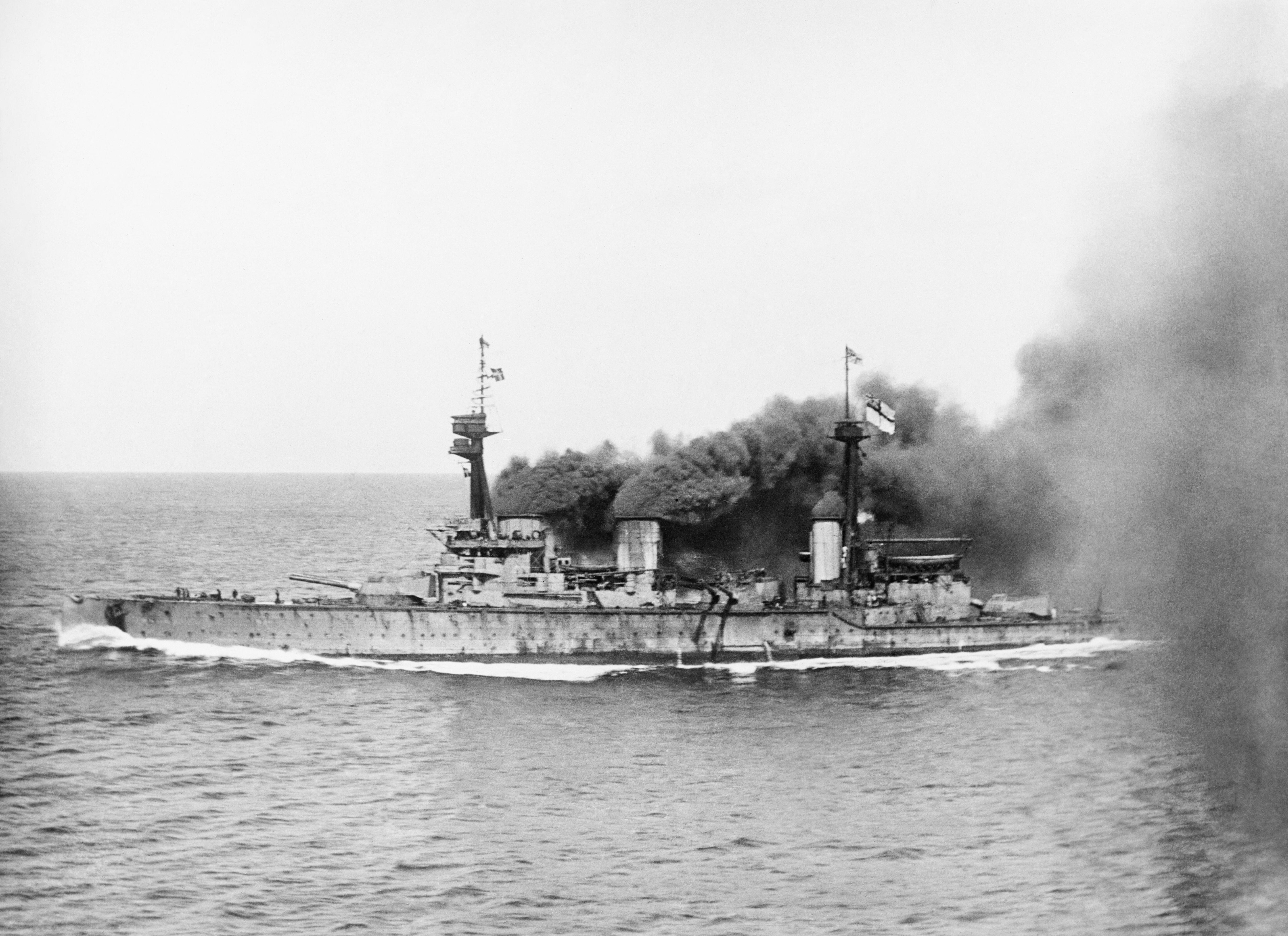
«Інвінсібл» переслідує ескадру Шпеє під час битви біля Фолклендських островів. Помітно густий дим, що йде з труб через використання нафти.

«Інвінсібл» та «Інфлексібл» під час погоні спалювали в топках нафту і підтримували швидкість до 25 вузлів. На «Інвінсіблі» палили нафту невміло, тому за ним стелився густий дим, що заважав «Інфлексіблу» під час погоні і в бою. О 12:58 «Інвінсібл» відкрив вогонь по замикаючому «Лейпцигу». Шпеє наказав своїм легким крейсерам розосередитися, а сам з «Шарнхорстом» і «Ґнайзенау» відвернув на схід, уводячи за собою лінійні крейсери. О 13:02 «Інвінсібл» відкрив вогонь по «Шарнхорсту». Стерді діяв обережно, на початку бою тримаючись на граничній дистанції вогню своїх гармат — 70-80 каб. (13 000-14 800 м). На цій дистанції німецькі снаряди не могли завдати пошкоджень життєво важливим частинам лінійних крейсерів. Британські 305-мм снаряди мали можливість уражати німецькі кораблі на всіх дистанціях. «Шарнхорст», отримавши попадання близько 30-40 важких снарядів, затонув в 16:17. Після цього «Інвінсібл» допоміг «Інфлексіблу» добити пошкоджений «Ґнайзенау», та о 18:02 той також пішов на дно.
Через велику дистанцію бою витрата снарядів була величезною: за час бою «Інвінсібл» випустив 513 305-мм снарядів, добившись за оцінками 6-8% влучень. У «Інвінсібл» влучило 22 снаряди, з них мінімум 12 210-мм, але вони не завдали серйозних пошкоджень. Були поранені лише 2 матроси. Переконлива перемога стала компенсацією за розгром біля Коронеля, хоча Стерді піддавався критиці за свою нерішучість і перевитрату снарядів.
Після повернення з Південної Америки у січні 1915 року «Інвінсібл» став на ремонт. У процесі ремонтів, що переривалися навчальними стрільбами, на ньому для зниження задимленості спостережного поста на 2 м була збільшена висота носової труби і були встановлені прилади центрального наведення головного калібру. До літа 1915 разом з «Індомітеблом» та «Інфлексіблом» він утворив третю ескадру лінійних крейсерів. На «Інвінсіблі» з 26 травня тримав свій прапор командувач ескадрою контр-адмірал Горас Гуд.

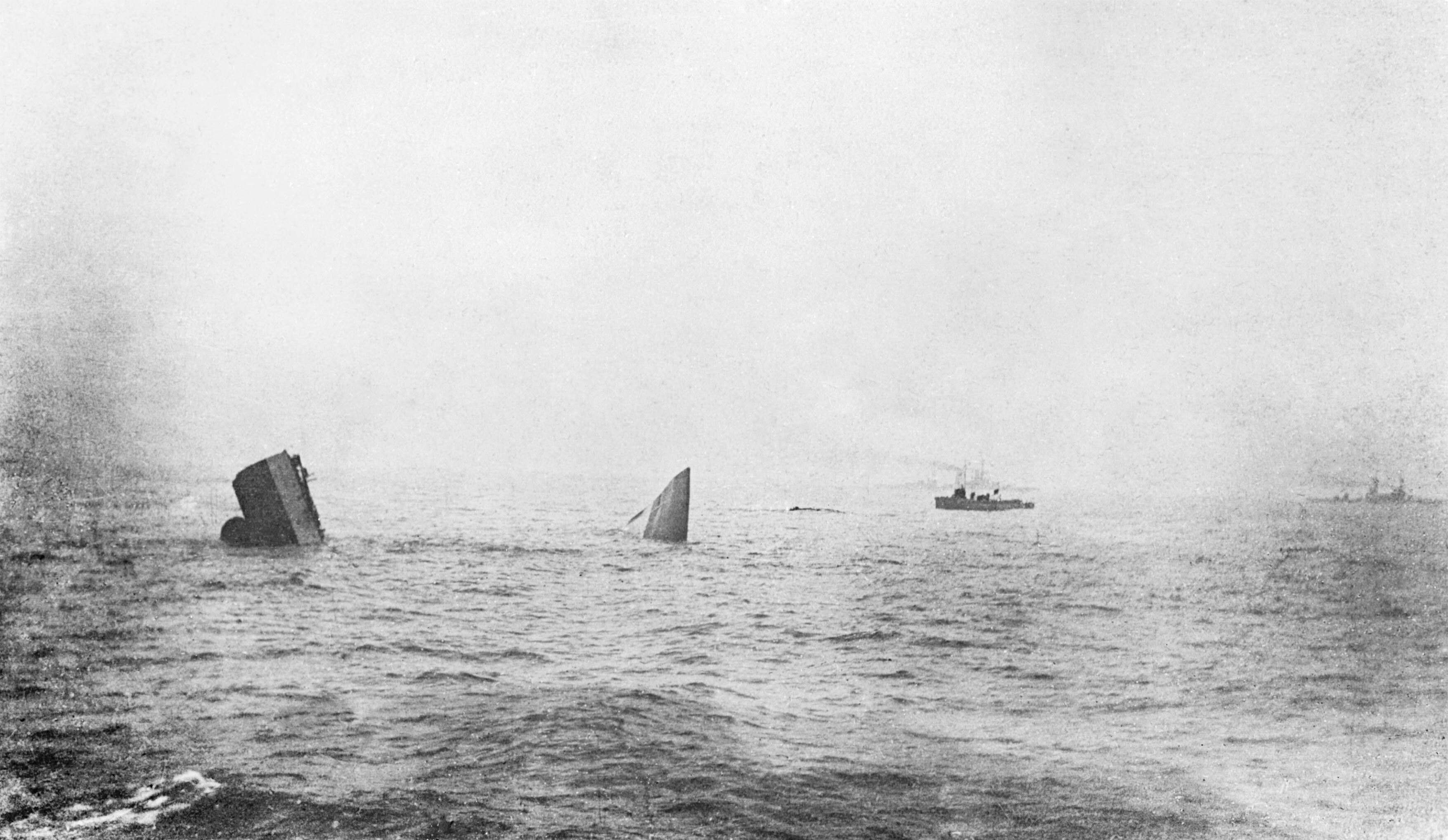
Результати Ютландскої битви. Над водою видні носова та кормова частини розламаного навпіл «Інвінсібла»

30 травня 1916 «Інвінсібл» під прапором Гуда у складі 3-ї ескадри лінійних крейсерів взяв участь у Ютландському бою. Третя ескадра йшла разом з Гранд-Флітом, тримаючись на схід від нього на 25 миль і йдучи курсом на південний захід. О 16:00 Джеліко відправив крейсери Гуда на підтримку з'єднання Бітті, якого переслідував Флот відкритого моря. О 17:50 «Інвінсібл» та «Інфлексібл» відкрили вогонь по німецьких легких крейсерах 2-ї розвідувальної групи, серйозно пошкодивши «Пілау» та «Франкфурт», а «Вісбаден» позбавивши ходу. Близько 18:21 Гуд вийшов у голову колони з'єднання Бітті, попереду «Лайона», продовжуючи йти курсом на південний захід.
Третя ескадра лінійних крейсерів з дистанції 7700-10 000 м (42-54 каб.) відкрила вогонь по німецьких лінійних крейсерах. Умови стрільби були сприятливими для англійців. Через задимленість та туман вони були практично не видні німецьким артилеристам. У цих умовах «Інвінсібл» завдав фатальних пошкоджень «Лютцову», поціливши декількома снарядами в район його носових торпедних апаратів, що в кінцевому рахунку призвело до затоплення носових відсіків, а потім до загибелі німецького корабля.
Але о 18:29 туман над «Інвінсіблом» раптово розсіявся, і на ньому з дистанції 6000-7000 м (30-40 каб.) зосередили свій вогонь «Лютцов», «Дерфлінгер» та «Кеніг». «Дерфлінгер» добився попадання декількох залпів в «Інвінсібл». Спостерігачі відзначили попадання снарядів в район бортової башти «Q», після чого стався сильний вибух. Вогонь добрався до погребів з кордітом, і над «Інвінсіблом» замайорів величезний стовп вогню висотою до 120 метрів. Крейсер розламався навпіл і швидко затонув. Разом з ним загинули 1026 чоловік на чолі з адміралом Гудом. З води вдалося підняти лише 6 чоловік, включаючи артилерійського офіцера Данрейтера, що знаходився на фор-марсі. Глибини в цьому районі були невеликими, і ще якийсь час носова і кормова частини крейсера, як два стрімчаки, височіли над місцем його загибелі.

### «Інфлексібл»
При уведенні в дію зарахований до Норської дивізії Гранд-Фліту (англ. Grand Fleet — «Великий Флот»). До початку Першої світової війни «Інфлексібл» брав участь у різних маневрах флоту, оглядах і візитах за кордон. У листопаді 1912 переведений до Середземноморського флоту, де і зустрів війну у складі 2-ї Середземноморської ескадри лінійних крейсерів. До неї також входили «Індомітебл» та «Індефетігебл». З 5 по 11 серпня ескадра займалася пошуком в східній частині Середземного моря німецьких лінійного крейсера «Гебен» та легкого крейсера «Бреслау». Після того, як німецьким кораблям вдалося безперешкодно просмикнути в Дарданелли, «Інфлексібл» відбув на Мальту. 19 серпня він був переведений до складу 2-ї ескадри лінійних крейсерів Гранд-Фліту. Спільно з «Інвінсіблом», що входив до складу цієї ескадри брав участь в операціях з прикриття легких сил і пошуку німецьких кораблів у Північному морі. 3-10 жовтня разом з «Інвінсіблом» брав участь у прикритті перекидання першої частині канадського контингенту в Європу.
4 листопада 1914 разом з «Інвінсіблом» був включений до складу особливої ескадри з пошуку та знищення ескадри адмірала Шпеє. 8 грудня 1914 під час битви біля Фолклендських островів йшов услід за флагманським «Інвінсіблом». На початку бою випустив декілька снарядів у «Лейпциг», які лягли з недольотом. Під час бою обстрілював в основному «Ґнайзенау», за винятком короткого проміжку часу, коли німецькі кораблі мінялися місцями і «Інфлексібл» вів обстріл «Шарнхорста». Дим з труб «Інвінсібла» закривав комендорам крейсера огляд, тому вогонь «Інфлексібла» у першій фазі бою з 13:00 по 14:00 на великій дистанції 11 000-14 800 м (60-80 каб.) був малорезультативним.
Після поновлення бою близько 15:00 дистанція поступово зменшувалася, і ефективність стрільби підвищилася. До кінця бою, коли до «Інфлексібла» приєднався «Інвінсібл», дистанція скоротилася до 7300-8200 м (39-44 каб.). І в 18:02 «Ґнайзенау» пішов на дно. За час бою «Інфлексібл» випустив 661 305-мм снаряд (75,1% боєкомплекту). Так як «Ґнайзенау» стріляв в основному по «Інвінсіблу», пошкодження «Інфлексібла» були незначними — в нього потрапило три снаряди, пошкодивши 102-мм гармати на баштах «A» і «Y», при цьому один матрос був убитий і двох легко поранено.
Після повернення з Південної Америки з грудня 1914 по січень 1915 року проходив ремонт в Гібралтарі. Був відправлений на Середземне море і в лютому 1915 року став флагманським кораблем англо-французького з'єднання, що блокувало в Дарданеллах «Гебен» і «Бреслау». З 19 лютого 1915 брав участь в операції союзників по атаці Дарданелл, обстрілюючи берегові укріплення. 18 серпня під час обстрілу берега потрапив під жорстокий обстріл з форту Ерен-Кей, отримав декілька влучень снарядами великого і середнього калібру (356 і 240 мм) і підірвався на міні.
З квітня по травень 1915 проходив ремонт на Мальті, а потім 19 липня був переведений з Середземного моря в Розайт і включений до складу 3-й ескадри Гранд Фліту під командуванням контр-адмірала Гуда. 30 травня разом з «Інвінсіблом» і «Індомітеблом» в складі 3-ї ескадри взяв участь у Ютландському бою. Третя ескадра лінійних крейсерів обстріляла німецькі легкі крейсери і вийшла в голову колони з'єднання Бітті. Обстрілюючи спільно з «Інвінсіблом» німецький лінійний крейсер «Лютцов», «Інфлексібл» добився декількох влучень. Після загибелі «Інвінсібла» о 18:34 «Інфлексібл» ненадовго очолив колону британських лінійних крейсерів. Але близько 18:54 разом з «Індомітеблом» відвернув убік і перейшов у хвіст колони Бітті, зайнявши місце за кінцевим «Нью Зіленд». Після 19:00 взяв участь у нетривалому бою з німецькими лінійними крейсерами, і на цьому участь «Інфлексібла» в Ютландському бою закінчилася. Крейсер випустив 88 305-мм снарядів (10% боєкомплекту). Добився декількох, спільних з «Інвінсіблом», влучень у «Лютцов» та пошкодження легкого крейсера «Пілау», що призвели до виходу з ладу його 8 котлів.
5 червня 1916 під час реорганізації Гранд-Фліту був переведений до складу 2-ї ескадри лінійних крейсерів, в якій прослужив до кінця війни. Після перемир'я, 21 листопада 1918 року в районі Ферт-оф-Форту зустрічав Флот відкритого моря, що йшов на інтернування в Скапа-Флоу. Після війни в січні 1919 року був виведений у резерв. Розглядався варіант передачі «Інфлексібла» Чилі в рахунок реквізованих на початку війни кораблів, що будувались в Англії. Але після відмови Чилі був проданий на злам 1 грудня 1921 року і переведений в Дувр. У квітні 1922 року перепроданий до Німеччини, де в 1923 році і розібраний на метал.

### «Індомітебл»

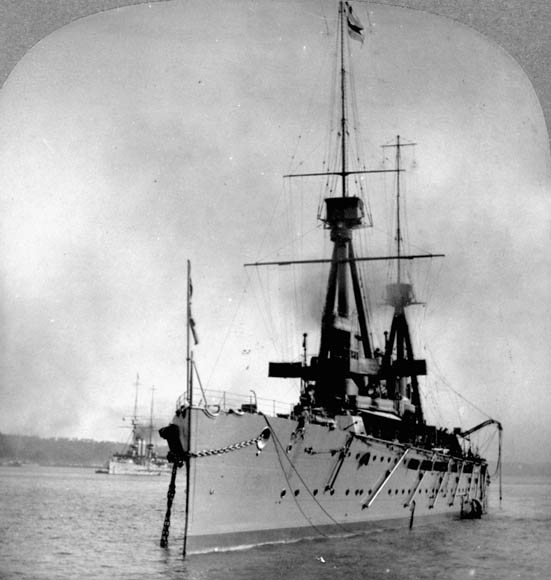
«Індомітебл» на святкуванні трьохсотріччя Квебека. 1908 рік.

20 червня 1908 добудова і випробування «Індомітебла» були перервані. Корабель був зарахований до списків флоту, а потім направлений в Канаду для участі у святкуванні трьохсотріччя Квебека. Крейсер доставив на урочистості принца Уельського, який на час походу був зарахований в екіпаж кочегаром. З 29 липня по 3 серпня повертаючись з Квебека крейсер підтримував середню швидкість 25,13 вузли, побивши рекорд швидкості, встановлений трьома роками раніше крейсером «Дрейк». 10 серпня його добудова продовжилася. Після введення в дію в кінці серпня 1908 зарахований до складу Норської дивізії Гранд-Фліту.
У 1909 році при реорганізації Гранд-Фліту «Індомітебл» увійшов до складу 1-ї ескадри крейсерів. У 1911 році перекласифікований у лінійний крейсер. Брав участь в оглядах і маневрах флотів. 27 серпня 1913 року переведений у Середземне море і зарахований у 2-гу ескадру лінійних крейсерів разом з «Інфлексібл» і «Індефетігеблом». Після початку Першої світової війни з 3 по 11 серпня 1914 брав участь у безуспішній спробі перехопити «Гебен» та «Бреслау». У листопаді 1914 року включений до складу Гранд-Фліту, в січні 1915 року увійшов до складу 2-ї ескадри лінійних крейсерів.
Єдиний з крейсерів типу «Інвінсібл», що взяв участь у битві біля Доггер-банці. Під час переслідування німецьких крейсерів не зміг розвинути швидкість більшу за 25 вузлів і тому відстав від британської ескадри, що йшла на швидкості 28 вузлів. Вступив у бій майже через дві години після його початку, о 10:45. З дистанції 14 900 м (80 каб.) відкрив вогонь по «Блюхеру», що відстав від німецької ескадри після ушкодження снарядами інших британських лінійних крейсерів. Наприкінці бою до добивання «Блюхера» приєдналися також «Тайгер», «Принцес Ройал» та «Нью Зіленд», тому точну кількість влучень «Індомітебла» виділити виявилося неможливо. В ході бою він випустив 134 305-мм снаряди (15,2% боєкомплекту), отримавши у відповідь одне попадання 210-мм снарядом, що не заподіяло значних пошкоджень.
Після бою о 15:38 взяв на буксир «Лайон», що втратив хід, та доставив його в Розайт. У травні 1916 року усі крейсери типу «Інвінсібл» увійшли до складу 3-ї ескадри лінійних крейсерів під командуванням контр-адмірала Гуда. У складі цієї ескадри «Індомітебл» взяв участь у Ютландському бою, йдучи третім в строю. Після виходу ескадри Гуда в голову колони Бітті крейсер вів вогонь по «Дерфлінгеру», домігшись трьох влучень. У сутінках під час останнього денного бою вів вогонь по «Зейдліцу» і потім по додредноуту «Поммерн», що прикривав «Зейдліц». «Індомітебл» домігся по одному попаданню в кожен. За час бою він випустив 175 305-мм снарядів (19,9% боєкомплекту), добившись п'яти влучень (2,9%). Вранці 1 липня випустив чотири 102-мм шрапнельних снаряди по дирижаблю «L-11». Сам крейсер ніяких пошкоджень і втрат в особовому складі не мав.
Після Ютландської битви «Індомітебл» увійшов до складу 2-ї ескадри лінійних крейсерів і до закінчення війни не брав участь в активних бойових діях. Займався прикриттям легких сил і конвоїв в Північному морі. 21 листопада 1918 року в складі 2-ї ескадри взяв участь у церемонії капітуляції німецького флоту. У лютому 1919 року його було виведено у резерв. 31 березня 1920 року внесений до списків на виключення зі складу флоту та 1 грудня проданий на злам компанії «Стенлі Шіпбрейкінг Компані». Корабель відбуксирували в Дувр 30 серпня 1922 року та до квітня 1923 він був розібраний на метал.

## Оцінка проєкту
На тлі своїх сучасників британські крейсери типу «Інвінсібл» безумовно були, як і «Дредноут», революційним проєктом. Британські кораблебудівники створили крейсер з бронюванням як у тодішніх броненосних крейсерів, але при цьому швидкохідніший і значно краще озброєний. Цього вдалося добитись ціною порівняно невеликого приросту водотоннажності. Ці крейсери на голову перевершували усі броненосні крейсери і не випадково стали родоначальниками нового класу кораблів — лінійних крейсерів. За підсумками бою в Гельголандській бухті та Фолклендської битви можна зробити висновок, що лінійні крейсери підтвердили свою перевагу в боях проти легких і броненосних крейсерів противника. Тут концепція Фішера «швидкість — найкращий захист» себе виправдала.

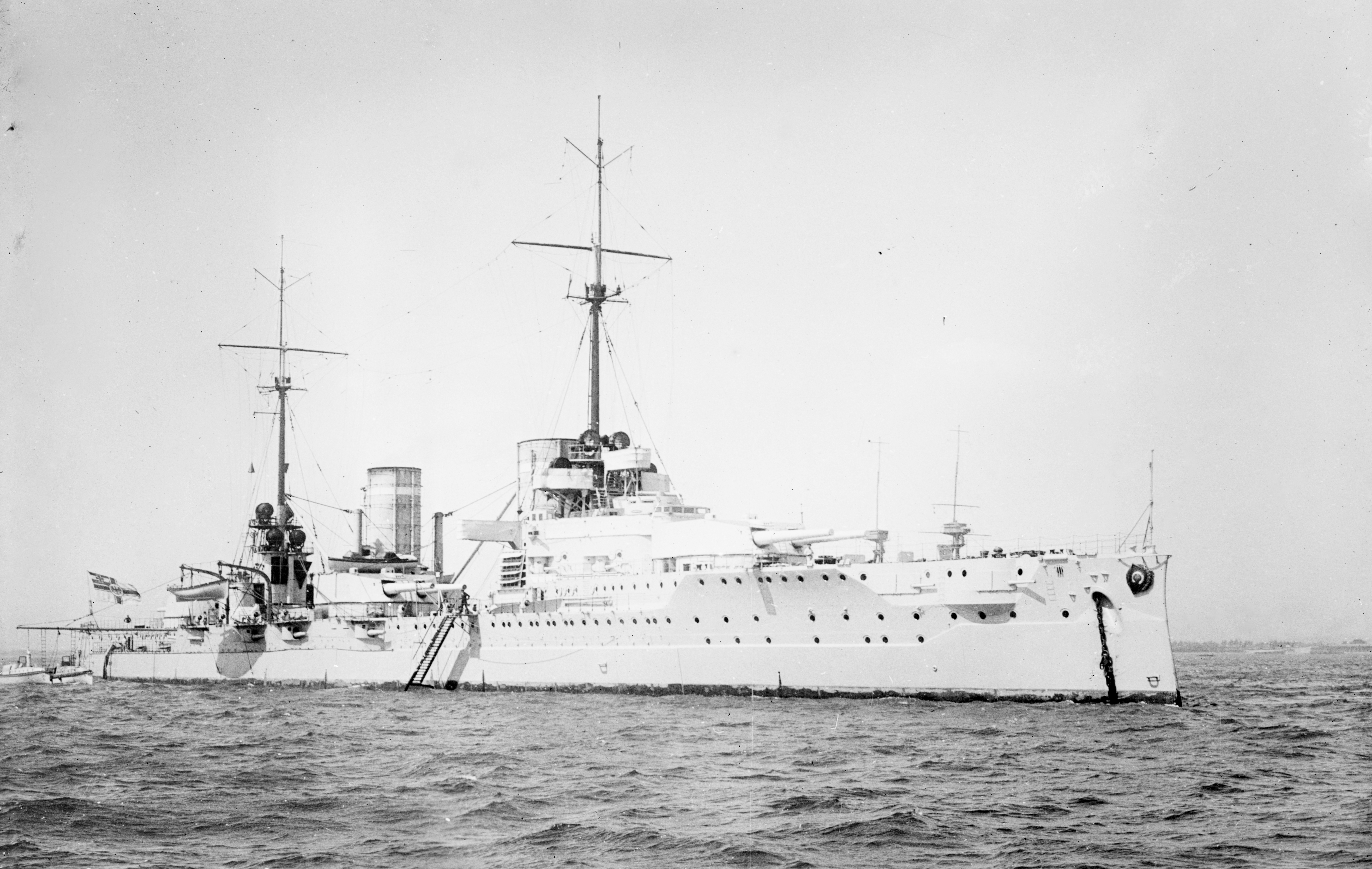
Німецький лінійний крейсер «Фон дер Танн»

Але у відповідь на будівництво крейсерів типу «Інвінсібл» Німеччина почала будівництво своїх лінійних крейсерів. Ще в 1905 році професор Массачусетської школи кораблебудування В. Говгард передбачив, що ескадрений крейсер майбутнього повинен незначно поступатися лінкорам в озброєнні і бронюванні і мати велику швидкість за рахунок більших розмірів. Незважаючи на це, британський «Інвінсібл» будувався виходячи з того, що його водотоннажність не повинна перевищувати водотоннажності сучасного йому лінкора «Дредноут». При таких обмеженнях для досягнення високої швидкості при порівняно сильному озброєнні довелося пожертвувати бронюванням. На відміну від нього перший німецький лінійний крейсер «Фон дер Танн» мав нормальну водотоннажність більшу, ніж у сучасного йому німецького лінкора, — 19370 т проти 18873 т у «Нассау». Тому при незначному ослабленні озброєння і такої ж, як у «Інвінсібла», швидкості ходу він мав значно сильніше бронювання. Якщо у «Інвінсібла» товщина головного броньового пояса становила 152 мм, то у «Фон дер Танна» вона становила вже 250 мм, що було порівнянним з 254-мм поясом на сучасних йому британських лінкорах «Беллерофон».
Ця відмінність у бронюванні була обумовлена не тільки відмінністю концепцій застосування (німецькі лінійні крейсера традиційно розраховувалися на участь у лінійному бою з британськими лінкорами), але і завдяки підходу німецьких інженерів до проєктування і вибору конструктивних рішень. Так, застосування парових котлів з тонкими трубками дозволило знизити масу силової установки. Відмінності в конструкції корпусу були менш помітні, проте «Інвінсібл» при меншій водотоннажності мав важчий корпус. Хоча тут слід зазначити, що багато в чому це було наслідком вищого надводного борту у «британця», обумовленого необхідністю служби в океані. Німецький крейсер розраховувався для дій у Північному морі, де високі вимоги до мореплавства не висувалися. Незважаючи на менший калібр головного озброєння у «Фон дер Танна», німецькі інженери вважали свої 280-мм гармати еквівалентними британським 305-мм за рахунок настильніших траєкторій і кращої якості снарядів. Такий вибір головного калібру дозволив заощадити на вазі озброєння. Економія за статтями вагового навантаження призвела до того, що відносна маса бронювання «Фон дер Танна» була майже у півтора рази більшою, ніж у «Інвінсібла».
|                                                                | «Мінотавр»       | «Мінотавр»       | «Інвінсібл»  | «Інвінсібл»  | «Дредноут»   | «Дредноут»   | «Фон дер Танн»  | «Фон дер Танн»  | «Нассау»        | «Нассау»        |
| -------------------------------------------------------------- | ---------------- | ---------------- | ------------ | ------------ | ------------ | ------------ | --------------- | --------------- | --------------- | --------------- |
| Рік закладки/введення в дію                                    | 1905/1908        | 1905/1908        | 1906/1908    | 1906/1908    | 1905/1906    | 1905/1906    | 1908/1910       | 1908/1910       | 1907/1909       | 1907/1909       |
| Потужність СУ, к. с. (швидкість, вузли)                        | 27 000 (23)      | 27 000 (23)      | 41 000 (25)  | 41 000 (25)  | 23 000 (21)  | 23 000 (21)  | 42 000 (24,8)   | 42 000 (24,8)   | 22 000 (19)     | 22 000 (19)     |
| Розміри                                                        | 161,2×22,86×7,92 | 161,2×22,86×7,92 | 172,8×23,9×8 | 172,8×23,9×8 | 160,6×25×9,4 | 160,6×25×9,4 | 171,7×26,6×8,91 | 171,7×26,6×8,91 | 146,1×26,9×8,57 | 146,1×26,9×8,57 |
| Вагове навантаження, у процентах до нормальної водотоннажності |                  |                  |              |              |              |              |                 |                 |                 |                 |
| Корпус та суднові механізми                                    | 5609             | 37,81%           | 6300         | 35,94%       | 6198         | 34,08%       | 6100            | 31,09%          | 6328,6          | 33,54%          |
| Бронювання                                                     | 2835             | 19,11%           | 3516         | 20,06%       | 5080         | 27,93%       | 6300            | 32,11%          | 7463,6          | 39,56%          |
| Енергетична установка                                          | 2571             | 17,33%           | 3445         | 19,65%       | 2083         | 11,45%       | 2850            | 14,52%          | 1376,7          | 7,30%           |
| Озброєння з баштами                                            | 2099             | 14,14%           | 2480         | 14,14%       | 3150         | 17,32%       | 2130            | 10,85%          | 2697,5          | 14,30%          |
| Паливо                                                         | 1016             | 6,85%            | 1016         | 5,8%         | 915          | 5,03%        | 1000            | 5,1%            | 1000            | 5,30%           |
| Екіпаж та провізія                                             | 605              | 4,08%            | 671          | 3,83%        | 661          | 3,63%        | 1240            | 6,32%           |                 | ?               |
| Запас водотоннажності                                          | 102              | 0,68%            | 102          | 0,58%        | 102          | 0,56%        |                 | —               |                 | —               |
| УСЬОГО                                                         | 14 837           | 100%             | 17 530       | 100%         | 18 189       | 100%         | 19 620          | 100%            | 18 866,4 т      | 100%            |

Тому, якщо оцінювати «Інвінсібл» з точки зору виконання покладених на нього при будівництві завдань, він був дуже успішним проєктом і заслужено вважається революційним кораблем. Але якщо оцінювати його з точки зору практичного застосування у бою з однокласниками під час Першої світової війни, то дається в знаки відверто слабкий захист. Саме він, на додаток до проблем з вибухонебезпекою кордіту, і призвів до трагедії Ютландської битви.
Головний калібр «Інвінсібла» оцінювався в цілому позитивно, хоча і критикувався за не дуже вдале розташування башт. На «Фон дер Танні» при тому ж ешелонному розташуванні бортові башти мали більші кути обстрілу на протилежний борт. Протимінний калібр був відверто невдалий — як через недостатню потужність 40-каліберних 102-мм гармат, так і з огляду на їх невдале розташування на дахах башт та відсутності захисту.
Силова установка виявилася надійною, але максимальна швидкість у 25 вузлів на початку Першої світової війни вже вважалася недостатньою. Сучасні їм німецькі лінійні крейсери мали більший хід. Тому «Індомітебл» та «Інфлексібл» не змогли в 1914 році наздогнати німецький «Гебен» на Середземному морі. А в битві біля Доггер-банці «Інфлексібл» встиг взяти участь тільки в завершальній стадії битви.
Тому в умовах бою з німецькими лінійними крейсерами закладена в «Інвінсібл» ідея Фішера «швидкість — найкращий захист» вже не працювала. Їм довелося вступати в бій з німецькими лінійними крейсерами, які мали подібні озброєння і швидкість ходу. І в цих умовах велика товщина броні німецьких крейсерів давала їм незаперечну перевагу. Тому досить закономірно що «Інвінсібл», який взяв участь у лінійному бою головних сил в Ютландському бою, став жертвою вогню у більшій мірі збалансованих німецьких лінійних крейсерів.
|                                                 | «Цукуба»           | «Мінотавр»            | «Шарнхорст»         | «Рюрік II»        | «Теннесі»          | «Блюхер»            | «Інвінсібл»    | «Фон дер Танн»     |
| ----------------------------------------------- | ------------------ | --------------------- | ------------------- | ----------------- | ------------------ | ------------------- | -------------- | ------------------ |
| Закладений                                      | 1905               | 1905                  | 1905                | 1905              | 1903               | 1907                | 1905           | 1908               |
| Введений у дію                                  | 1907               | 1908                  | 1907                | 1908              | 1906               | 1909                | 1908           | 1910               |
| Розміри, м (Д×Ш×О)                              | 137,1×23×8         | 158,2×22,7×7,91       | 144,6×21,6×8,17     | 161,2×22,86×7,92  | 153,8×22,2×7,62    | 161,8×24,5×8,56     | 172,8×24×8,13  | 171,7×26,6×9,04    |
| Водотоннажність нормальна                       | 13 750 т           | 14 595 ts             | 11 616 т            | 15 170 т          | 14 500 ts          | 15 842 т            | 18 200 ts      | 19 370 т           |
| Повна                                           | 15 400 т           | 16 085 ts             | 12 985 т            | 18 500 т          | 15 715 ts          | 17 500 т            | 20 730 ts      | 21 300 т           |
| Силова установка                                |                    |                       |                     |                   |                    |                     |                |                    |
| потужність номінальна, к. с. (швидкість, вузли) | 20 500 (20,5)      | 27 000 (23)           | 26 000 (22,5)       | 19 700 (21)       | 27 500 (22)        | 32 000 (24,5)       | 41 000 (25)    | 42 000 (24,8)      |
| максимальна, к. с. (вузли)                      | 20 736 (20,5)      |                       | 28 783 (23,6)       | 20 580 (21,43)    |                    | 38 323 (25,4)       | 46 500 (26,64) | 79 007 (27,4)      |
| Дальність плавання, миль (на швидкості, вузлів) |                    | 2920 (20,5) 8150 (10) | 4800 (14) 5120 (12) |                   | 6500 (10)          | 3520 (18) 6600 (12) | 2300 (23)      | 4400 (14)          |
| Бронювання                                      |                    |                       |                     |                   |                    |                     |                |                    |
| Борт                                            | 178                | 152                   | 150                 | 152               | 127                | 180                 | 152            | 250                |
| Палуба                                          | 76                 | 38                    | 60                  | 38 + 25           | 76                 | 70                  | 65             | 80                 |
| Башти                                           | 178                | 203                   | 170                 | 203               | 229                | 180                 | 178            | 230                |
| Озброєння                                       | 4×305-мм 12×152-мм | 4×234-мм 10×190-мм    | 8×210-мм 6×150-мм   | 4×254-мм 8×203-мм | 4×254-мм 16×152-мм | 12×210-мм 8×150-мм  | 8×305-мм       | 8×280-мм 10×150-мм |